# Chiến dịch Cái Vòng (1943)
Chiến dịch Cái Vòng (Операция Кольцо) là một hoạt động quân sự chiến lược lớn của Quân đội Liên Xô chống lại Quân đội Đức Quốc xã trong Chiến tranh thế giới thứ hai đồng thời là giai đoạn cuối cùng của Trận Stalingrad. Được khởi đầu vào ngày 1 tháng 12 năm 1942 và kết thúc vào ngày 2 tháng 2 năm 1943, mục đích của chiến dịch là tiêu diệt hoàn toàn cụm quân Đức bị bao vây tại khu vực Stalingrad gồm toàn bộ Tập đoàn quân 6, một phần Tập đoàn quân xe tăng 4 (Đức) và các đơn vị tàn quân Romania. Chiến dịch này cũng thủ tiêu mối nguy cơ đe dọa phía sau lưng các Phương diện quân Voronezh, Tây Nam và Stalingrad lúc này đã đánh bại các cuộc hành quân giải vây của Cụm tập đoàn quân Sông Đông (Đức) trong Chiến dịch Bão Mùa đông và đang tiến về phía Tây sau thắng lợi của Chiến dịch Sao Thổ; làm tiêu tan ý đồ của Bộ Tổng tư lệnh quân đội Đức sử dụng Cụm quân Stalingrad (Đức) như một lực lượng để kìm chân và làm phân tán lực lượng của các phương diện quân Liên Xô để tranh thủ thời gian rút Cụm tập đoàn quân A khỏi Bắc Kavkaz và Kuban, chỉnh đốn lực lượng để tổ chức phòng thủ trên tuyến sông Bắc Donets và Sumy, chờ thời cơ phản công khi mùa hè đến.
Chiến dịch Cái Vòng được tiến hành trong ba giai đoạn. Trong đó, giai đoạn thứ nhất bắt đầu từ ngày 1 tháng 12 và được đình chỉ sau hai tuần thực hiện không thành công. Tiếp theo là thời gian tạm dừng chiến dịch từ ngày 14 tháng 12 năm 1942 đến ngày 10 tháng 1 năm 1943. Trong thời gian này, quân đội Đức tập trung nỗ lực vào việc mở một cầu hàng không để tiếp tế cho Cụm quân Stalingrad của họ còn quân đội Liên Xô sử dụng các lực lượng phòng không và không quân để ngăn cản cầu hàng không này, thực hiện chiến thuật bóp nghẹt Tập đoàn cứ điểm Stalingrad của quân Đức. Giai đoạn thứ ba bắt đầu ngày 10 tháng 1 khi bức thư kêu gọi đầu hàng của Tư lệnh Phương diện quân Sông Đông (Liên Xô) bị từ chối và kết thúc vào ngày 2 tháng 2 năm 1943 khi Thống chế Friedrich Paulus dẫn các sĩ quan dưới quyền ra hàng Phương diện quân Sông Đông sau gần một tháng kháng cự ác liệt và lệnh cho các đơn vị Đức và đồng minh của họ hạ vũ khí, chấm dứt chiến sự.
Quân số của Đức và đồng minh ra hàng thuộc biên chế của sáu sư đoàn bộ binh (Đức), ba sư đoàn cơ giới (Đức), ba sư đoàn xe tăng (Đức), sư đoàn pháo phòng không tự hành 9, sư đoàn kỵ binh 1 và sư đoàn bộ binh 20 Romania, cuối cùng là trung đoàn Croatia do người Đức chỉ huy. Chiến dịch Cái Vòng là nốt nhấn cuối cùng của toàn bộ chuỗi chiến dịch của hai bên trong Trận Stalingrad kéo dài suốt 6 tháng 20 ngày, đánh dấu bước ngoặt quan trọng nhất của Cuộc chiến tranh vệ quốc vĩ đại của quân đội và nhân dân Liên Xô. Với thất bại nặng nề tại Stalingrad, sự thất bại của nước Đức trong Chiến tranh thế giới thứ hai đã một lần nữa được báo trước với những âm hưởng rõ rệt hơn.

## Bối cảnh

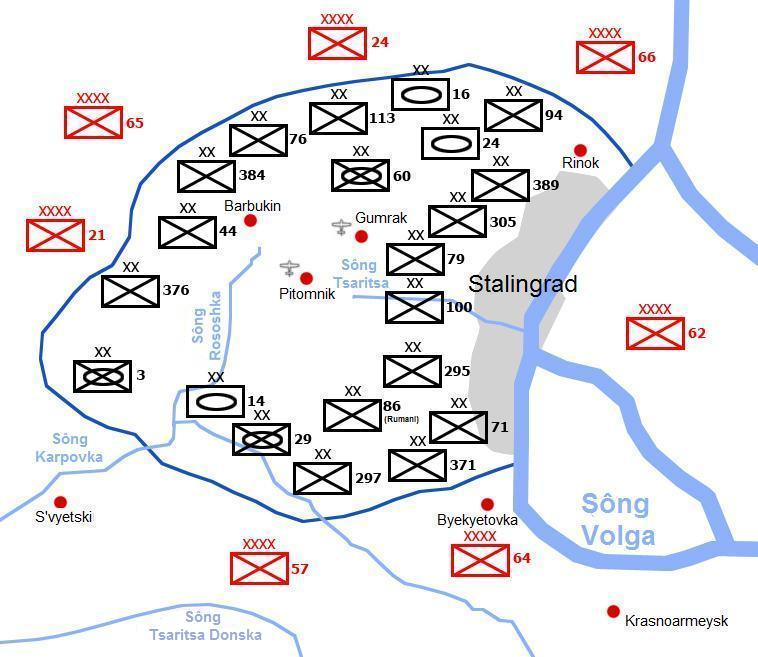
Sơ đồ bố trí lực lượng hai bên xung quanh cụm quân Đức bị vây tại Stalingrad

Vị trí quân Đức bị bao vây có hình quả trứng, đầu nhỏ thuôn hướng về phía Tây, dài khoảng 50 km từ Đông sang Tây và rộng khoảng 40 km từ Bắc xuống Nam, có chu vi khoảng 170 km tại khu vực Tây và Tây Bắc Stalingrad. Địa hình khu vực này có con sông Rososhka ở chạy dọc theo tuyến mặt trận ở hướng Tây Nam. Phía Bắc là các dãy đồi thấp. Phía Đông và Đông Nam là thành phố Stalingrad đổ nát sau 5 tháng chiến sự, nơi đang diễn ra các trận chiến trên đường phố giữa 7 sư đoàn Đức và Tập đoàn quân 62 (Liên Xô) đang trấn giữ một trận tuyến tuyến dài hơn 40 km, có chiều sâu không quá 4 km có chỗ chỉ từ 1 dến 1,5 km dọc theo hữu ngạn sông Volga. Chính giữa khu vực bị bao vây là các dãy đồi cao thuộc các làng Gumrak và Potomnik, nơi phân chia lưu vực hai con sông Đông và Volga.
Ngay sau khi hoàn thành Chiến dịch Sao Thiên Vương bao vây, cô lập Tập đoàn quân 6 và Quân đoàn xe tăng 14 thuộc Tập đoàn quân xe tăng 4 (Đức) cùng một số sư đoàn thuộc Tập đoàn quân 3 Romania tại khu vực Stalingrad, Bộ Tổng tư lệnh tối cao quân đội Liên Xô đã dự kiến một chiến dịch lớn để thanh toán số quân Đức và Romania trong vòng vây. Kế hoạch ban đầu dự kiến được giao cho Phương diện quân Sông Đông và cánh phải của Phương diện quân Stalingrad. Tuy nhiên, do sự phối hợp không tốt giữa hai Phương diện quân này, do trinh sát mặt trận ước tính sai số lượng quân Đức và đồng minh bị vây nên giai đoạn đầu của chiến dịch chỉ giành được kết quả rất hạn chế với số thương vong đáng kể.
Một nguyên nhân quan trọng khiến Bộ Tổng tư lệnh tối cao quân đội Liên Xô phải tạm hoãn Chiến dịch Cái Vòng là cuộc phản công Bão Mùa đông của Cụm tập đoàn quân Sông Đông (Đức) được triển khai ngày 12 tháng 12 với mục tiêu giải vây cho Cụm quân Đức tại Stalingrad. Quân đội Liên Xô buộc phải điều Tập đoàn quân cận vệ 2 và 5 quân đoàn độc lập dự định sử dụng cho Chiến dịch Cái Vòng ra hướng Kotelnikovo để chặn Cụm quân Hoth và tăng cường cho Phương diện quân Tây Nam mở Chiến dịch Sao Thổ nhỏ đánh vào sao lưng các cánh quân đi mở vây của thống chế Erich von Manstein. Trong thời gian tạm dừng chiến dịch này, quân Đức đã mở cầu hàng không tiếp tế cho Cụm quân Stalingrad với mục đích duy trì cụm quân này như một "cái dằm" lớn phía sau các Phương diện quân chủ lực của Liên Xô ở cánh nam Mặt trận Xô-Đức để tranh thủ thời gian rút Cụm tập đoàn quân A đang có nguy cơ bị mắc kẹt và cô lập tại khu vực Bắc Kavkaz - Kuban. Quân đội Liên Xô cũng tiến hành chiến dịch phong tỏa đường không để làm suy yếu sức chiến đấu của Cụm quân Stalingrad (Đức). Chỉ đến ngày 31 tháng 12 năm 1942, sau khi đánh bại hoàn toàn cuộc phản công Bão Mùa đông của quân Đức và tiến ra tuyến sông Bắc Donets, Bộ Tổng tư lệnh quân đội Liên Xô mới tập trung binh lực cho Phương diện quân Sông Đông mở lại Chiến dịch Cái Vòng, tiêu diệt và bắt làm tù binh toàn bộ số quân Đức trong vòng vây, trong đó có Thống chế Friedrich Paulus.
Quân đội Đức Quốc xã đã không thể thay đổi hoặc ít nhất là làm chậm lại trong một thời gian những tiến triển bất lợi trên các sườn phía nam của Mặt trận phía Đông của họ một khi cuộc tấn công của Quân đội Liên Xô tại khu vực Stalingrad đã phát triển thành cuộc tổng công kích chiến lược trên khắp các mặt trận. Cũng trong thời gian diễn ra Chiến dịch Cái Vòng, Phương diện quân Ngoại Kavkaz (Liên Xô) tiến hành Chiến dịch Krasnodar và Chiến dịch Salsk - Rostov theo các kế hoạch "Núi" và "Biển" nhằm giam chân Cụm tập đoàn quân A (Đức) tại thảo nguyên Kuban; Phương diện quân Leningrad tiến hành chiến dịch "Iskra" (Tia Lửa) phá thế phong tỏa Cụm tập đoàn quân Bắc (Đức); Phương diện quân Volkhov tiến hành Chiến dịch Demiansk, Phương diện quân Tây và Phương diện quân Kalinin vừa kết thúc Chiến dịch Sao Hỏa thì Phương diện quân Voronezh đã mở Chiến dịch Sông Đông tấn công Cụm tập đoàn quân B (Đức). Các chiến dịch này đã căng chủ lực quân Đức ra khắp toàn bộ các hướng của mặt trận Xô-Đức, khiến Bộ Tổng tư lệnh quân đội Đức Quốc xã không thể rút lực lượng từ bất kỳ hướng nào đến tăng cường cho hướng Stalingrad.

## Binh lực và ý đồ tác chiến của các bên

### Quân đội Liên Xô

#### Binh lực

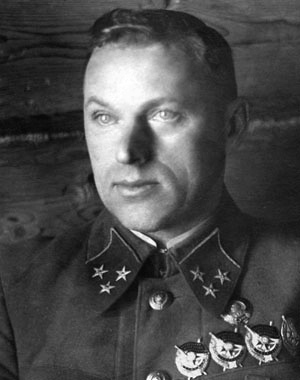
Trung tướng K.K.Rokossovsky, tư lệnh Phương diện quân Sông Đông

- Phương diện quân Sông Đông do Trung tướng K.K.Rokossovsky làm tư lệnh, Thiếu tướng M. S. Malinin làm tham mưu trưởng; các ủy viên hội đồng quân sự: Chính ủy lữ đoàn A. I. Kirichenko (đến tháng 12-1942), thiếu tướng K. F. Teleghin (từ tháng 12-1942). Trong biên chế có:
  - Tập đoàn quân 21 của thiếu tướng I. M. Chischiakov gồm có:
    - Các sư đoàn bộ binh 70, 76, 95, 174, 227, 293, 297 và 301;
    - Sư đoàn cơ giới 8 (NKVD);
    - Lữ đoàn xe tăng 10;
    - Lữ đoàn cơ giới 1;
    - Tiểu đoàn xe tăng độc lập 8;
    - Quân đoàn xe tăng 4 (phối thuộc);

  - Tập đoàn quân 24 của Trung tướng I. B. Galanin, gồm có:
    - Các sư đoàn bộ binh 173, 207, 214, 221, 233, 285, 260, 273, 292 và 298;
    - Lữ đoàn xe tăng 217;
    - Quân đoàn xe tăng 26 (phối thuộc);

  - Tập đoàn quân 65 của tướng P. I. Batov, gồm có:
    - Các sư đoàn bộ binh cận vệ 4 và 40;
    - Các sư đoàn bộ binh 23, 24, 304 và 321;
    - Các lữ đoàn xe tăng 5 và 133.
    - Lữ đoàn pháo chống tăng 3;

  - Tập đoàn quân 66 của Trung tướng A. S. Zhadov, gồm có:
    - Các sư đoàn bộ binh 49, 64, 120, 231, 299;
    - Các lữ đoàn xe tăng 10, 69, 148 và 246.
    - Trung đoàn pháo binh 527.
- Cánh phải của Phương diện quân Stalingrad do Thượng tướng A.I.Yeryomenko làm tư lệnh, Thiếu tướng N. D. Nikishev làm tham mưu trưởng, N. S. Khrushchyov làm ủy viên hội đồng quân sự; tham gia Chiến dịch Cái Vòng có các đơn vị:
  - Tập đoàn quân 62 của Trung tướng V. I. Chuikov, gồm có:
    - Các sư đoàn bộ binh cận vệ 33 và 35;
    - Các sư đoàn bộ binh 131, 147, 181, 184, 192, 196 và 399;
    - Quân đoàn xe tăng 23;
    - Các trung đoàn pháo binh 508 và 555.

  - Tập đoàn quân 64 của Trung tướng M. S. Sumilov, gồm có:
    - Các sư đoàn bộ binh 18, 29, 112, 131, 214 và 229;
    - Các lữ đoàn hải quân đánh bộ 66 và 154;
    - Các lữ đoàn xe tăng 40 và 137;
    - Lữ đoàn pháo chống tăng 4;
    - Các trung đoàn pháo binh 28 và 76.

  - Thê đội 2 của Tập đoàn quân 57 của Thiếu tướng F. I. Tolbukhin, gồm có:
    - Các sư đoàn bộ binh cận vệ 14, 48 và 58;
    - Các sư đoàn bộ binh 18, 52, 113 và 303;
    - Các lữ đoàn xe tăng 173 và 179;
    - Lữ đoàn pháo chống tăng 1.

#### Kế hoạch

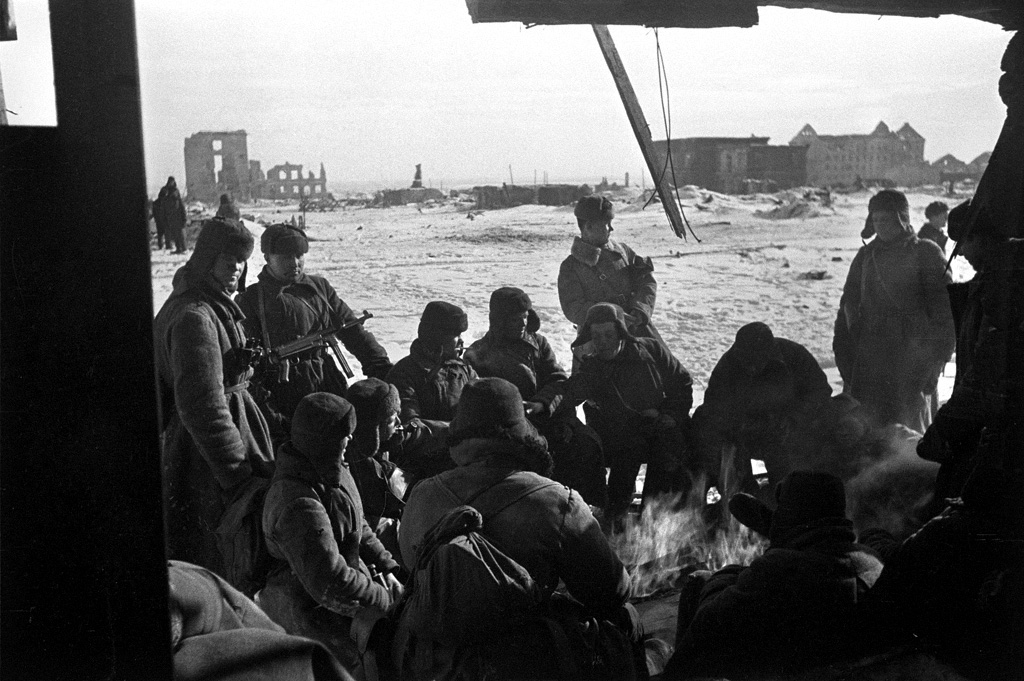
Một tốp binh sĩ Xô Viết tại khu vực Stalingrad trước khi bước vào chiến dịch Cái Vòng, ngày 7 tháng 1 năm 1943

Chỉ hai ngày sau khi Chiến dịch Sao Thiên Vương kết thúc, ngày 22 tháng 11 năm 1942, Phương diện quân Sông Đông và ba tập đoàn quân trên cánh phải của Phương diện quân Stalingrad đã bắt tay vào thực hiện Chiến dịch Cái Vòng. Chiến dịch này dự kiến được tiến hành song song với Chiến dịch Sao Thổ để vừa nới rộng vòng vây bên ngoài, vừa tấn công về hướng Likhaya - Rostov nhằm cắt đứt và cô lập Cụm tập đoàn quân A tại Kavkaz; đồng thời tiêu diệt Cụm quân Đức tại Stalingrad mà theo tin tức ban đầu của trinh sát mặt trận, nó chỉ gồm khoảng từ 85.000 đến 90.000 người.
Theo ý kiến của đại tướng G. K. Zhukov, muốn thanh toán cánh quân Đức đang bị vây một cách chắc chắn, trước hết cần tập trung binh lực để đánh một đòn từ Tây Bắc xuống Đông Nam theo hướng đến Bolshaya Rososhka nhằm bổ đôi cánh quân của Paulus lúc này đang tập trung tại hai hướng: trong nội đô Stalingrad (8 sư đoàn) và hướng ra phía Tây (8 sư đoàn). Các sư đoàn xe tăng và cơ giới đều bố trí ở hướng Đông Bắc và Tây Nam vòng vây. Sau khi cắt đôi cánh quân này, sẽ tập trung binh lực loại khỏi vòng chiến đấu cánh quân phía Tây trước, cánh quân phía Đông sau. Tuy nhiên, I. V. Stalin cho rằng như thế sẽ mất quá nhiều thời gian nên muốn các chỉ huy Phương diện quân Sông Đông và Stalingrad phải mở một cuộc tấn công đồng loạt từ tất cả các hướng đồng quy đến trung tâm chiến trường tại điểm cao 135 trong làng Gumrak. Ngày 20 tháng 11, khi G. K. Zhukov được giao nhiệm vụ tổ chức một cuộc tấn công tại các Phương diện quân Tây và Kalinin nhằm không cho quân Đức rút quân từ Cụm tập đoàn quân Trung tâm xuống Stalingrad, I. V. Stalin giao cho Bộ Tổng tham mưu chuẩn bị một kế hoạch khác mặc dù A. M. Vasilevsky vẫn kiên trì bảo vệ quan điểm của G. K. Zhukov.
Đêm 23 rạng ngày 24 tháng 11, đại tướng A. M. Vasilevsky chỉ thị cho các Phương diện quân Tây Nam, Sông Đông và Stalingrad, yêu cầu truyền đạt nhiệm vụ cho các đơn vị đang có mặt ở vòng vây phía trong. Theo kế hoạch:
- Tập đoàn quân 21 được tăng cường Quân đoàn xe tăng 4 sẽ tấn công từ Tây sang Đông;
- Các tập đoàn quân 24 và 65 sẽ tấn công từ Kletskaya và Katsalinskaya xuống phía Nam;
- Tập đoàn quân 66 đánh đòn bổ trợ từ Dubrovka dọc theo sông Volga xuống phía Tây Nam vào trung tâm thành phố, trợ chiến cho Tập đoàn quân 62;
- Tập đoàn quân 57 vượt sông Rososhka tấn công từ Tây Nam lên;
- Tập đoàn quân 62 tấn công từ bàn đạp dài 25 km, rộng 1,5 km dọc bờ phải sông Volga từ thành phố đánh ra.
- Tập đoàn quân 64 tấn công từ hướng Đông Nam lên phối hợp với tập đoàn quân 62 chiếm lại thành phố.

Hướng chung của các mũi tiến công đều nhằm đến Gumrak, nơi đóng Sở chỉ huy cánh quân Stalingrad của thống chế Paulus.
Kế hoạch ban đầu không thành công khi đem ra thực hiện. Một phần do các đơn vị quân đội Liên Xô, đặc biệt là xe tăng - thiết giáp trải qua chiến đấu dài ngày, không kịp bổ sung quân số, đạn dược, nhiên liệu và quân trang, quân dụng nên không đủ sức đột phá. Một phần do phải san sẻ lực lượng đối phó với Chiến dịch Bão Mùa đông của quân Đức. Và cuối cùng, do tin tức tình báo không chính xác, số lượng quân Đức bị vây ước tính ít hơn trên thực tế. Số quân Đức bị vây lên khoảng 275.000 đến hơn 300.000, gấp ba lần số lượng ước tính ban đầu.
Cuối tháng 12 năm 1942, khi đã hoàn thành cơ bản Chiến dịch Sao Thổ và đánh bại cuộc hành quân giải vây cho Paulus, Bộ Tổng tư lệnh tối cao quân đội Liên Xô mới tiếp tục Chiến dịch Cái Vòng với một kế hoạch mới dưới sự chỉ huy của tư lệnh Phương diện quân Sông Đông, tướng K.K.Rokossovsky và đại diện Đại bản doanh, tướng N. N. Voronov. Kế hoạch này gồm ba bước:
- Bước 1: Chia cắt và tiêu diệt nhóm quân Đức bị vây ở phía Tây "cái chảo" tại khu vực Kravtsov-Barbukin-Marinovka-Karpovka. Các tập đoàn quân 21, 57 và 65 tấn công hợp điểm đến Karpovka trên ngã ba sông Rososhka và sông Kapovka. Các tập đoàn quân 66 và 62 mở hai mũi tiến công mở rộng bàn đạp ở hữu ngạn sông Volga và trong khu vực thành phố. Tập đoàn quân 64 vượt sông Rososhka đánh chiếm căn cứ bàn đạp tại khu vực Kravtsov - Sklianov.
- Bước 2: Đưa các tập đoàn quân 24 và 57 vào trận cùng với các tập đoàn quân 21, 57, 64 và 65 dồn Cụm quân Stalingrad (Đức) về phía đông đến tuyến sông Tsaritsa, kết hợp với hai tập đoàn quân 62 và 66 từ trong thành phố tiếp tục mở rộng căn cứ bàn đạp, ép quân Đức về khu vực đất thấp lầy lội ở ngoại ô phía Tây Bắc thành phố.
- Bước 3: Tổng tấn công đánh tan hoàn toàn Cụm quân của Paulus.[12]

### Quân đội Đức Quốc xã và đồng minh

#### Binh lực
- Tập đoàn quân 6 (Đức) do Đại tướng Friedrich Paulus (từ ngày 30 tháng 1 là Thống chế) làm tư lệnh, đóng sở chỉ huy tại giữa cánh quân, trong làng Gumrak; biên chế còn lại gồm:
  - Quân đoàn xe tăng 40, trong biên chế còn lại sư đoàn xe tăng 3 và sư đoàn cơ giới 29;
  - Quân đoàn bộ binh 8 (Quân đoàn Breslau), trong biên chế còn đủ hai sư đoàn bộ binh 76 và 113;[14]
  - Quân đoàn bộ binh 17, trong biên chế còn lại sư đoàn bộ binh 79;
  - Quân đoàn bộ binh 51, trong biên chế còn đủ ba sư đoàn bộ binh 44, 71 và 297.
- Các đơn vị thuộc Tập đoàn quân xe tăng 4 (Đức):
  - Quân đoàn xe tăng 14 gồm các sư đoàn xe tăng 14 và 24, các sư đoàn cơ giới 16 và 60;
  - Quân đoàn bộ binh 4 gồm các sư đoàn bộ binh 44, 100 và 295;
- Thuộc tập đoàn quân 3 (Romania):
  - Sư đoàn bộ binh 86.
- Các đơn vị Đức đến tăng viện bị lọt vào vòng vây:
  - Sư đoàn bộ binh 94;
  - Sư đoàn bộ binh 305;
  - Sư đoàn bộ binh 371;
  - Sư đoàn bộ binh 384;
  - Sư đoàn bộ binh 389.
- Các đơn vị công binh, hậu cần, quân y, thông tin, kỹ thuật.
- Các căn cứ không quân tại Gumrak và Potmonik, các sân bay dự bị tại Barbukin và Rynok.

#### Ý đồ tác chiến
Sau khi bị hợp vây trong chiến dịch Sao Thiên Vương, với lực lượng còn sung sức, tướng Paulus chưa nghĩ đến một kế hoạch phòng thủ và chuẩn bị một kế hoạch đột kích về phía Tây. Bức điện gửi về Sở chỉ huy Cụm tập đoàn quân B của Paulus ngày 24 tháng 11 năm 1942 cho thấy rõ điều đó:
| “         | Các cuộc tấn công của Quân đoàn bộ binh 4 và Sư đoàn bộ binh 76 đã bị đẩy lùi. Trong ngày, đôi khi một bộ phận lực lượng đối phương đã thành công trong việc thâm nhập vào vị trí của chúng tôi, chúng tôi không hy vọng vào việc thiết lập một tuyến phòng thủ vòng tròn vì trận tuyến phía Đông và phía Nam vừa bị vỡ chưa thể khôi phục được, nhóm quân phía Bắc cũng bị suy yếu trên một dải đất hẹp từ Karpovka, Marinovka đến Golubinsk. Chỉ ở phía Tây là có thể hy vọng lập được một tuyến phòng thủ... Xin vui lòng cho phép Tập đoàn quân được tự do hành động để thoát vây về hướng Tây Nam và kết nối được với Tập đoàn quân xe tăng 4 bởi nếu tấn công về hướng Tây sẽ khó thành công do địa hình phức tạp và phải đụng độ với một lực lượng lớn của đối phương vừa mới kéo đến | ” |
| — Paulus, | |   |

Tuy nhiên, Adolf Hitler đã ngăn cản ý đồ này bằng một mệnh lệnh yêu cầu Tập đoàn quân 6 (Đức) phải giữ bằng được "Pháo đài trên sông Volga":
| “               | Tập đoàn quân 6 chỉ tạm thời bị người Nga bao vây. Tôi đã quyết định tập trung quân đội ở ngoại ô phía bắc của Stalingrad, Kotluban, điểm cao 137, điểm cao 135 và khu vực Marinovka, Tsybenko, phía nam ngoại ô Stalingrad. Quân đội có thể tin rằng tôi sẽ làm mọi việc trong phạm vi quyền lực của tôi để cung cấp và giải vây kịp thời cho các bạn. Tôi biết sự dũng cảm của Tập đoàn quân 6 cùng với chỉ huy của mình và tôi tin rằng nó sẽ làm tròn bổn phận của mình. | ” |
| — Adolf Hitler, | |   |

Friedrich Paulus buộc phải thay đổi ý định, một mặt ông ta tiếp tục sử dụng 7 sư đoàn dồn ép Tập đoàn quân 62 (Liên Xô), mặt khác, rải 7 sư đoàn bộ binh thành một vòng tròn bao bọc lấy ba phía Bắc, Tây và Nam của cụm quân. 6 sư đoàn xe tăng và cơ giới được bố trí ở hai hướng Đông Bắc và Tây Nam. Không còn tin tưởng ở sư đoàn 86 Romania, Paulus dùng sư đoàn này làm nhiệm vụ của công binh và hậu cần thay cho các đơn vị Đức được đưa ra tuyến trước. Sau khi cuộc hành quân giải vây Bão Mùa đông của Cụm tập đoàn quân Sông Đông thất bại, Paulus đã xây dựng Cụm quân của ông ta thành một tập đoàn cứ điểm mà giới quân sự vẫn quen gọi là "Chiến thuật con nhím". Trên địa bàn rộng 170 km², dựa vào địa hình gồm các dải đồi cao giữa sông Đông và sông Volga, quân Đức đã thiết lập hơn 250 cứ điểm hợp thành 21 cụm cứ điểm, mỗi cụm cứ điểm do một sư đoàn đóng giữ. Việc tiếp tế cho cụm quân này dựa vào hai sân bay chính ở Gumrak, Potomnik và hai sân bay dã chiến và một cầu hàng không do Tập đoàn quân không quân 4 phụ trách nối với các sân bay Salsk, Novocherkash, Tatsinskaya, Likhaya, Bataisk và Rostov, mỗi ngày cung cấp trên 200 tấn hàng các loại.

## Diễn biến

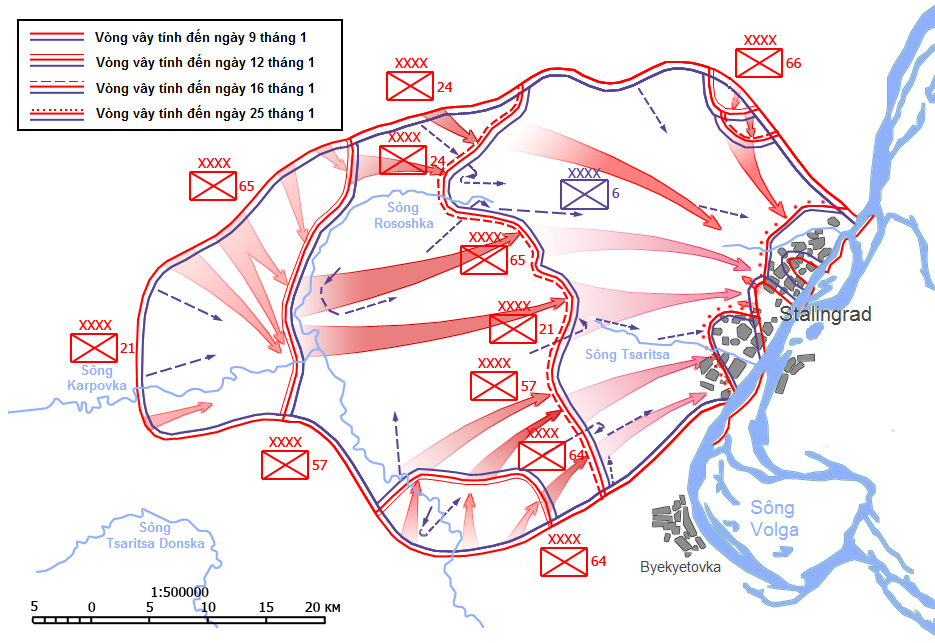
Diễn biến ba đợt của Chiến dịch Cái vòng

### Giai đoạn đầu
Ngày 25 tháng 11 năm 1942, Phương diện quân Sông Đông và ba tập đoàn quân trên cánh phải của Phương diện quân Stalingrad bắt đầu cuộc tấn công nhằm đánh tan cánh quân Đức bị vây tại Stalingrad. Tuy nhiên, ngay từ những ngày đầu tiên, các tập đoàn quân Liên Xô hầu như không thể tiến lên phía trước. Trong các ngày 28 và 30 tháng 11 năm 1942, các tập đoàn quân 21, 24 phải rất vất vả mới đánh chiếm và giữ được hai căn cứ bàn đạp tại Peskovatka và Vertyatsi. Tại những địa điểm này, quân Đức chống cự đặc biệt mạnh. Trên dải tấn công của Tập đoàn quân 65 cách Vektyatsi khoảng 15 km về phía Đông, quân Đức đã xây dựng nhiều hỏa điểm mạnh có đủ pháo và súng máy, được bảo vệ và ngụy trang tốt. Những hầm hào được đào đắp đúng tiêu chuẩn cứ điểm phòng thủ, có đủ nơi ăn nghỉ cho binh lính và sĩ quan. Tại các tuyến ngoài, đều bố trí các bãi mìn, các hỏa điểm chống tăng, các chướng ngại vật chống tăng, các hầm bẫy chống bộ binh.
Đến ngày 30 tháng 11, bằng những nỗ lực của các Tập đoàn quân 57 và 64, Phương diện quân Stalingrad đã đẩy lùi phòng tuyến của Cụm quân Stalingrad (Đức) thêm 10 km về phía Bắc. Ngày 2 tháng 12, với 4 sư đoàn được tăng viện bằng đường không, tướng Paulus đã lập được tuyến phòng thủ thứ hai ở hướng Tây và Tây Nam cụm quân, chặn đứng cuộc tấn công của hai tập đoàn quân Liên Xô trên tuyến Orlovka - Dmitrievka - Tsybenko (???) - Kuporosnoye (???). Ngay từ đầu chiến dịch, Tướng K.K.Rokossovsky đã kiên trì quan điểm trước hết cần xóa sổ Tập đoàn quân 6 (Đức) rồi sau đó mới mở các cuộc tấn công theo mô hình lặp lại như ở Stalingrad để cô lập Cụm tập đoàn quân A (Đức) và khóa chặt nó lại ở Kavkaz. Tuy nhiên, sau một vài ngày tấn công đầu tiên, ông đã nhận thấy rằng chỉ mong muốn không thôi là chưa đủ, rằng chỉ một vài đòn tấn công đầu tiên không thể đem lại thắng lợi. Tập đoàn quân 21 đã suy yếu trong các trận tấn công vượt sông Đông; các tập đoàn quân 24 và 65 cũng phải dừng lại khi gặp phải tuyến phòng thủ mạnh của quân Đức tại Vertyashi. Duy nhất chỉ có Tập đoàn quân 66 đạt được một kết quả hạn chế khi nó chiếm được một bàn đạp nhỏ ở dãy đồi phía Bắc Cụm quân Paulus, giáp sông Volga nhưng cũng phải rất vất vả mới giữ được. Rõ ràng là cần phải có những nỗ lực lớn hơn nữa. Vì tất cả những điều trên đây, K.K.Rokossovsky đặt hy vọng vào việc Bộ Tổng tư lệnh tối cao Liên Xô sẽ điều Tập đoàn quân cận vệ 2 đến cho ông như đã kế hoạch đã định. Ngày 1 tháng 2 năm 1942, Bộ Tổng tư lệnh quân đội Liên Xô điều động Tập đoàn quân cận vệ 2 do thiếu tướng R. Ia. Malinovsky từ lực lượng dự bị đến tăng viện cho Phương diện quân Sông Đông (Liên Xô) nhằm tăng tốc độ thanh toán cánh quân Đức tại Stalingrad.
Trong lúc đợt 2 của chiến dịch này đang được chuẩn bị thì ngày 12 tháng 12 năm 1942, Cụm tập đoàn quân Sông Đông (Đức) mở Chiến dịch Bão Mùa đông nhằm giải vây cho cánh quân bị vây. Trước tình thế không còn lực lượng dự bị rảnh rỗi để đối phó, ngày 14 tháng 12 năm 1942, Bộ Tổng tư lệnh tối cao quân đội Liên Xô buộc phải tạm hoãn Chiến dịch Cái Vòng, điều Tập đoàn quân cận vệ 2 cho Phương diện quân Stalingrad và bố trí nó trên tuyến sông Myskova để chặn cuộc tấn công của Cụm quân Hoth. Đợt tấn công đầu tiên của quân đội Liên Xô phải tạm dừng.
Tướng K.K.Rokossovsky hoàn toàn không đồng ý với việc điều động Tập đoàn quân cận vệ 2 cho Phương diện quân Stalingrad. Sau chiến tranh, ông vẫn than phiền với đại tướng A. M. Vasilevsky - lúc này đã là Nguyên soái:
| “                     | Dầu sao thì lúc bấy giờ cậu đã không đúng. Giá mà có trong tay Tập đoàn quân cận vệ 2 thì ngay từ trước khi Manstein tới, mình đã xóa sổ các sư đoàn của Paulus đang bị đói và rét rồi. | ” |
| — K. K. Rokkossovsky, | |   |

Thế nhưng quyết định của Bộ Tổng tư lệnh tối cao vẫn là quyết định cuối cùng. Phương diện quân Sông Đông và ba tập đoàn quân cánh phải của Phương diện quân Stalingrad được lệnh thực hiện chiến thuật bao vây chặt và đánh tiêu hao Cụm quân Stalingrad của Thống chế Paulus trong khi Phương diện quân Tây Nam mở Chiến dịch Sao Thổ và cánh trái của Phương diện quân Stalingrad được tăng cường tập đoàn quân cận vệ 2 tập trung đối phó với Chiến dịch Bão Mùa đông của thống chế Đức Erich von Manstein.

### Giai đoạn hai: Tiếp tế và phong toả

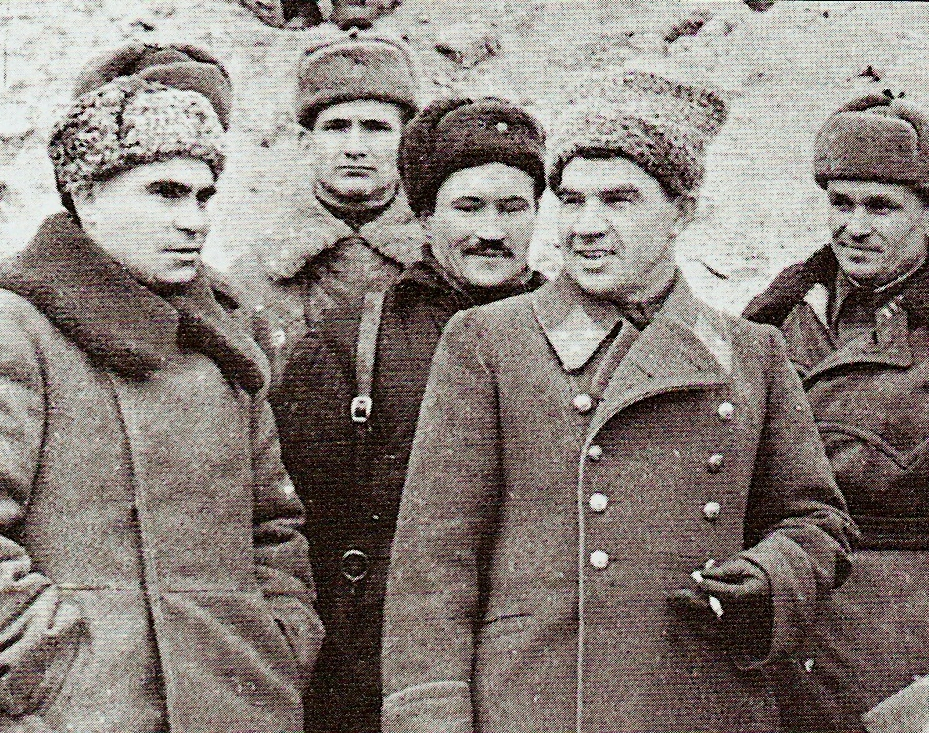
Tướng V. I. Chuikov, tư lệnh Tập đoàn quân 62 (Liên Xô) trong những ngày chuẩn bị giai đoạn 3 của Chiến dịch Cái Vòng

Trong khi chiến sự vẫn tiếp diễn không ngừng tại vòng vây phía ngoài của quân đội Liên Xô thì tại vòng vây phía trong, một cuộc chiến giữa những nỗ lực phong tỏa của quân đội Liên Xô và những nỗ lực chống phong tỏa của quân Đức cũng diễn ra không kém phần ác liệt.
Để tiếp sức cho Cụm quân Stalingrad trong vòng vây, thượng tướng Wolfram von Richthofen đã chỉ đạo Tập đoàn quân không quân 4 lập một cầu hàng không lớn để tiếp tế vũ khí, phương tiện, tăng viện binh lực và chuyên chở thương binh cho cụm quân này. Các thống kê của đại tá Gerhart Schroeter, phụ trách hậu cần của Tập đoàn quân 6 (Đức) cho thấy quân số giảm dần của người Đức qua 2 tháng chiến đấu đã là 29.000 người: ngày 25 tháng 11 năm 1942 (một ngày sau khi bị bao vây), cụm quân này có 284.000 người, đến 24 tháng 1 năm 1943 còn lại khoảng 255.000 người. Cùng với số quân này là khoảng 8.000 con ngựa, 1.800 khẩu pháo và hơn 10.000 xe cộ các loại, từ xe tăng đến xe con loại Wolwaghen dành cho các cấp chỉ huy. Trong thời gian hai tháng đó, 255.000 người cần đến 306 tấn lương thực/ngày; 1.800 khẩu pháo bắn 10 viên đạn/khẩu/ngày cần đến 540 tấn đạn mỗi ngày; 10.000 xe cơ giới tiêu thụ tối thiểu 100 tấn nhiên liệu/ngày. Tổng cộng số hàng hóa sơ bộ cần 946 tấn/ngày. Đó là chưa kể đến cỏ khô cho ngựa, đạn cỡ nhỏ cho súng bộ binh, các phương tiện cứu thương, thuốc men, các thiết bị kỹ thuật, dẫu mỡ, quân trang... Do đó, tổng khối lượng tiếp tế có thể lên đến 1.200 tấn/ngày. Khối lượng vận chuyển này cần đến 240 máy bay vận tải loại Ju-52 với sức chở tối 4,8 tấn/chuyến mới tạm đủ đáp ứng nhu cầu. Bản thân Paulus thông báo qua điện đàm rằng số quân bị vây cần tới 750 tấn hàng tiếp viện mỗi ngày.

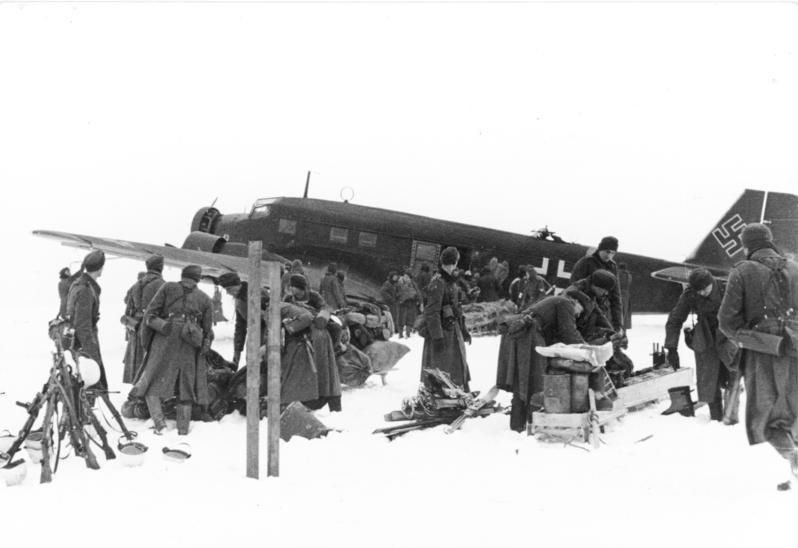
Máy bay Ju-52 của Tập đoàn quân không quân 4 tiếp tế cho Tập đoàn quân 6 Đức đang chìm ngập trong vòng vây và bão tuyết

Việc này rõ ràng vượt quá khả năng của không quân Đức. Khả năng vận chuyển của Không quân Đức sau trận Crete không hề được củng cố, và số lượng 117,5 tấn họ có thể vận chuyển mỗi ngày sẽ là quá ít so với nhu cầu 800 tấn của lực lượng Đức đang bị vây.:95:310 Để bổ sung cho số lượng có hạn các máy bay vận tải Junkers Ju 52, các máy bay ném bom với các trang thiết bị không hề thích hợp đã được đem ra để làm nhiệm vụ vận tải, ví dụ như những chiếc Heinkel He-111 và He-177. Tuy nhiên, Hermann Göring đã trấn an rằng Không quân Đức có thể tiếp tế cho tập đoàn quân số 6 bằng một cầu hàng không.:234 Khi Göring khoác lác về việc này, tướng Kurt Zeitzler đã nổi điên lên và vặc lại:
| “                | Ông có biết rằng số quân ở Stalingrad cần bao nhiêu quân nhu hàng ngày không ?... Bảy trăm tấn ! Mỗi ngày ! | ” |
| — Kurt Zeitzler, | |   |

Kế hoạch ban đầu của Tập đoàn quân không quân 4 là sử dụng các sân bay gần nhất ở Tatsinskaya, Morozovsk, Tormosin và Epiphany để tiếp tế với tầm bay không quá 200 km, các máy bay có thể mang đủ trọng tải tối đa cho phép. Tuy nhiên, do kết quả của Chiến dịch Sao Thổ, các căn cứ này đều bị quân đội Liên Xô phá hủy (Tatsinskaya), đánh chiếm (Tormosin) hoặc pháo kích do ở quá gần mặt trận (Morozovsk và Epiphany); người Đức buộc phải chuyển đến các căn cứ xa hơn ở Zverevo, Mines, Kamensk-Shakhtinsky, Novocherkassk, Mechetinskaya và Salsk với khoảng cách 300 km. Đến giai đoạn cuối cùng, Tập đoàn quân không quân 4 (Đức) phải sử dụng các sân bay tại Donetsk, Gorlovka, Makeevka và Stalinovo với khoảng cách lên đến 450 km. Do đó, càng về cuối chiến dịch, các máy bay Đức càng phải giảm trọng tải hàng hóa mang theo để vượt khoảng cách xa gấp 2,5 lần ban đầu.
Quân đội Liên Xô không phải không biết đến điều này nhưng trong giai đoạn đầu của chiến dịch, họ đã coi nhẹ việc phong tỏa việc tiếp tế đường không cho cụm quân của Paulus. Tại mặt trận Stalingrad, đến ngày 30 tháng 11, quân đội Liên Xô chỉ còn 790 máy bay, trong đó 540 chiếc dành cho việc yểm hộ mặt đất ở vòng vây bên ngoài, 250 chiếc dành cho việc yểm hộ tại vòng vây phía trong. Không quân Đức đã huy động số máy bay lên đến 1.070 chiếc, chủ yếu dùng máy bay tiêm kích yểm hộ máy bay vận tải. Hoạt động phòng không của quân đội Liên Xô tại vòng vây phía trong cho đến giữa tháng 1 vẫn trong tình trạng tản mạn, thiếu hiệp đồng giữa cao xạ và không quân nên quân đội Đức vẫn có thể tiếp tế tương đối đều đặn và duy trì được sức chiến đấu cho Cụm quân Stalingrad.
Để yểm hộ cho các đoàn bay vận tải, Thống chế Göring điều đến mặt trận Stalingrad phi đoàn tiêm kích "A tref" gồm các phi công nhà nghề có kỹ thuật bay điêu luyện với nhiều kinh nghiệm không chiến ở Anh và mặt trận Xô-Đức. Từ ngày 12 đến ngày 15 tháng 12, phi đoàn này đã bắn rơi nhiều máy bay tiêm kích loại Yak-1 và gây ra mối lo ngại lớn cho không quân Liên Xô. Thậm chí, I. V. Stalin đã hỏi Tổng công trình sư A. S. Yakovlev (tác giả của kiểu máy bay Yak-1) rằng liệu mở rộng sản xuất loại máy bay này có còn đáp ứng được yêu cầu của mặt trận nữa không? Sau mấy ngày tìm hiểu và biết được sự có mặt của phi đoàn "A tref", không quân Liên Xô đã tổ chức các trung đoàn tiêm kích gồm toàn các phi công già dặn thay thế cho các phi công trẻ thuộc Tập đoàn không quân 16 do thiếu tướng S. I. Rudenko chỉ huy; đồng thời đưa ra chiến trường loại máy bay Yak-9 có tính năng cơ động dọc và cơ động ngang tốt hơn loại Yak-1. Và trong giai đoạn cuối của Chiến dịch Cái Vòng, các máy bay của phi đoàn "A tref" bắt đầu rơi ngày một nhiều hơn.
Để ngăn chặn các chuyến tiếp tế đường không của quân Đức cho Cụm quân Stalingrad của Paulus, quân đội Liên Xô đã áp dụng chiến thuật phòng không tổng hợp gồm ba binh chủng cùng phối hợp: Không quân và pháo cao xạ chịu trách nhiệm chặn đánh các máy bay Đức mới xâm nhập không phận trong vòng vây. Pháo binh chịu trách nhiệm bắn phá các máy bay Đức đang dỡ hàng trên các sân bay. Không quân và cao xạ tiếp tục chặn đánh máy bay Đức khi cất cánh. Chiến thuật phòng không tổng hợp này đã hạn chế rất nhiều khả năng tiếp tế của không quân Đức cho cụm quân bị bao vây. Thậm chí, trong những tuần cuối cùng, quân Đức đã phải giết nhiều ngựa của họ vì không có gì để nuôi chúng và vì một điều hiển nhiên là họ cần thực phẩm.
Tính từ ngày 24 tháng 11 năm 1942 đến ngày 31 tháng 1 năm 1943, không quân Đức Quốc xã đã mất 488 máy bay gồm 256 chiếc Ju-52, 165 chiếc He-111, 42 chiếc Ju-86, 9 chiếc FW-200, 5 chiếc He-177 và 1 chiếc Ju-290 cùng khoảng 1.000 phi công trong các hoạt động tiếp tế cho Cụm quân Stalingrad. Đây là tổn thất lớn nhất đối với không quân Đức kể từ khi tiến hành các cuộc không kích vào nước Anh. Không chỉ đối với các lực lượng trên mặt đất, Stalingrad còn trở thành cỗ máy nghiền khổng lồ đối với các máy bay Đức.

### Giai đoạn cuối

#### Quân Đức không chấp nhận tối hậu thư
Đến cuối tháng 12 năm 1942, Cụm quân của tướng Paulus có 15 sư đoàn bộ binh, 3 sư đoàn cơ giới và 1 sư đoàn xe tăng được bố trí ở tuyến ngoài; 2 sư đoàn xe tăng và 1 sư đoàn kỵ binh được bố trí ở tuyến trong làm lực lượng dự bị cơ động. Trong cái lõi của cụm quân này còn có các đơn vị công binh, cảnh vệ, thông tin, vận tải, quân y và hậu cần trợ chiến. Tại phần phía Tây của "cái chảo", quân Đức đã gấp rút củng cố các trung tâm đề kháng trên tuyến phòng thủ cũ của quân đội Liên Xô hồi mùa hè năm 1942, đào đắp thêm chiến hào, xây dựng các hầm phòng tránh, các bãi mìn và chướng ngại vật chống tăng. Ở phần phía Đông, các cứ điểm được gia cố bằng các xe tăng đã hỏng động cơ hoặc đứt xích nhưng còn sử dụng được súng, pháo chôn âm dưới mặt đất, tạo thành tuyến lô cốt bằng thép có chiều sâu đến 10 km.
Từ đầu tháng 1 năm 1943, tình hình Cụm quân Stalingrad (Đức) xấu đi rất nhanh. Cuộc phong tỏa đường không của quân đội Liên Xô đã hạn chế tối đa hiệu quả các chuyến tiếp tế của Tập đoàn quân không quân 4 (Đức). Các đơn vị tuyến trước của quân đội Liên Xô không ngừng lấn ép, thu hẹp diện tích của "cái chảo" Stalingrad. Các vị trí vòng ngoài và nhiều vị trí tuyến trong của quân Đức đã nằm trong tầm bắn thẳng của pháo binh Liên Xô. Đến ngày 9 tháng 1 thì khẩu phần của binh lính và sĩ quan Đức bị giảm thiểu chỉ còn 175 gam bánh mỳ ăn kèm với 200 gam thịt ngựa mỗi ngày. Mức tiêu thụ nhiên liệu và đạn dược đều bị cắt giảm. Ở các đơn vị Romania và Croatia, tình trạng còn tồi tệ hơn nữa.
Ngày 9 tháng 1 năm 1943, lần sửa đổi cuối cùng của kế hoạch "Chiến dịch Cái Vòng" được thông qua. Kế hoạch này áp dụng "chiến thuật cuốn chiếu" với các đòn bao vây dồn ép từ Tây sang Đông, kết hợp với các mũi đột kích sâu theo kế hoạch của giai đoạn đầu sử dụng chiến thuật chia cắt lực lượng đối phương từ Bắc xuống Nam để giải quyết dần từng cụm cứ điểm và các cứ điểm lẻ trong tập đoàn cứ điểm của quân Đức. Để thực hiện kế hoạch này, theo Chỉ thị số 170720 của Bộ Tổng tư lệnh tối cao quân đội Liên Xô, Phương diện quân Stalingrad phải chuyển giao các tập đoàn quân 57, 62 và 64 cho Phương diện quân Sông Đông. Phương diện quân Stalingrad với các tập đoàn quân 28, 51 và Tập đoàn quân cận vệ 2, cũng được đổi tên thành Phương diện quân Nam, phù hợp với nhiệm vụ trước mắt của nó là phối hợp với cánh Bắc của Phương diện quân Bắc Kavkaz tiến ra tuyến hạ lưu sông Đông, đánh chiếm Rostov và Bataisk. Ở bước 1, kế hoạch dự kiến sử dụng Tập đoàn quân 65 của tướng P. I. Batov làm mũi đột kích chủ công tiêu diệt cụm quân Đức đóng tại phía Tây sông Rososshka, phía Bắc sông Kapovka tại khu vực Kravtsov, Zapadnovka, Nông trường quốc doanh 1, Dmitrievka và Marinovka. Cánh phải của tập đoàn quân 21 đánh một đòn bổ trợ ở phía Nam sông Kapovka. Để thực hiện nhiệm vụ này, Tập đoàn quân 65 phải thành lập cụm quân xung kích với 8 sư đoàn bộ binh, 3 trung đoàn pháo binh hạng nặng, 2 lữ đoàn pháo phản lực Katyusha (loại M-30), 5 trung đoàn và 3 tiểu đoàn pháo phòng không, 6 trung đoàn xe tăng và một lữ đoàn cơ giới. Tấn công bên cánh phải của Tập đoàn quân 65 là Tập đoàn quân 21 của tướng I. M. Chischiakov được tăng cường một trung đoàn xe tăng, hai trung đoàn pháo binh và ba tiểu đoàn súng cối 120 li. Tham gia tấn công để khép chặt sườn trái của Tập đoàn quân 65 là Tập đoàn quân 24 của tướng I. B. Galanin được tăng cường một trung đoàn xe tăng, một trung đoàn pháo binh và hai tiểu đoàn súng cố 120 li. Mật độ pháo binh trên khu vực đột phá khẩu đạt đến 130 nòng súng/km.
Đến ngày 9 tháng 1 năm 1943, trên toàn tuyến mặt trận, quân đội Liên Xô không chiếm ưu thế chung. Họ kém hơn đối phương về người (212.000/250.000, tỷ lệ 1:1,2) và xe tăng (257/300, tỷ lệ 1:1,2) nhưng có ưu thế về pháo binh (6.860/4.130, tỷ lệ 1,5:1) và máy bay (300/100, tỷ lệ 3:1). Nhưng Bộ tư lệnh Phương diện quân Sông Đông đã rút bớt lực lượng trên các hướng thứ yếu để dồn lực lượng cho mũi chủ công của Tập đoàn quân 65 nên tại địa đoạn đột phá của Tập đoàn quân này, tương quan binh lực áp đảo thuộc về quân đội Liên Xô với tỷ lệ 2:1 về người (62.000/31.300), 4:1 về pháo và súng cối (2.428/638), 1,2:1 về xe tăng (127/102). Ngoài các đơn vị pháo binh trực tiếp làm nhiệm vụ chế áp các hỏa điểm trên tuyến đầu của đối phương, mở đột phá khẩu, yểm hộ cho bộ binh và xe tăng tấn công; Bộ tư lệnh Phương diện quân Sông Đông còn được tăng cường hai trung đoàn pháo hạng nặng tầm xa làm nhiệm vụ phá hủy các trận địa pháo của quân Đức và các hầm hào kiên cố của quân Đức ở sâu trong trung tâm cụm quân. Các lực lượng mặt đất được sự yểm hộ từ trên không của Tập đoàn quân không quân 16 do thiếu tướng S. I. Rudenko chỉ huy với khoảng 100 máy bay tiêm kích, 40 máy bay cường kích, 80 máy bay ném bom ban ngày và 80 máy bay ném bom đêm.
Đêm mùng 8 tháng 1 năm 1943, để tránh sự đổ máu không cần thiết, Bộ Tư lệnh Phương diện quân Sông Đông (Liên Xô) đã gửi tối hậu thư đến Bộ Tư lệnh Cụm quân Stalingrad (Đức) được phát không mã qua điện đài bằng tiếng Đức. Bức điện có đoạn một số đoạn như sau:
| “ | Gửi Tư lệnh của Tập đoàn quân 6 và các chỉ huy cao cấp của tập đoàn quân xe tăng 4 (Đức) đang bị bao vây tại Stalingrad. Các ông tưởng rằng quân Đức sẽ đến cứu các ông nhưng ngược lại, họ đang bị đuổi khỏi Rostov. Các ông đang được cung cấp một khẩu phần ăn chết đói, thiếu đạn dược và nhiên liệu vì các máy bay Đức đã bị thiệt hại nặng bởi không quân của chúng tôi. Tình cảnh binh lính của các ông rất nặng nề, họ phải đối mặt với bệnh tật, cái đói, cái rét và cái chết... Các ông, những chỉ huy đạo quân bị vây hoàn toàn có thể hiểu được rằng không còn hy vọng gì để phá vỡ vòng vây. Tình trạng của các ông là tuyệt vọng, việc tiếp tục chống cự là vô ích. Để tránh đổ máu không cần thiết, chúng tôi đề nghị các ông đầu hàng theo các điều kiện sau đây: 1- Tất cả quân Đức trong vòng vây dưới quyền ông và các sĩ quan của ông trong vòng vây phải chấm dứt kháng cự. 2- Các ông phải giao nộp toàn bộ vũ khí, trang thiết bị quân sự đang sử dụng. Chúng tôi bảo đảm cuộc sống an toàn cho các cấp chỉ huy, sĩ quan không phải là cấp chỉ huy và binh sĩ đã ngừng kháng cự. Họ sẽ được tổ chức cho ăn uống và đối đãi tử tế. Sau chiến tranh, họ sẽ được trả về nước Đức hoặc bất cứ nước nào sẵn sàng nhận tù binh chiến tranh. Tất cả những người bị thương, bị ốm đau và bị rét cóng sẽ được điều trị. Tất cả các quân nhân đầu hàng vẫn được giữ đồng phục đang sử dụng, phù hiệu, quân hiệu, đồ dùng cá nhân, vật trang sức có giá trị. Các sĩ quan cao cấp được giữ lại vũ khí cá nhân được tặng. Chúng tôi sẽ thông qua một đại diện được chỉ định trao cho các ông văn bản chính thức về việc này lúc 15 giờ 00 ngày 9 tháng 1 năm 1943 trên một chiếc xe tại ngã ba đường Konnyi - Kotluban. Các ông phải cử một đại diện tin cậy, biết tiếng Nga, đến khu vực nói trên, đỗ xe cách chỗ giao nhau với đường 564 0,5 km lúc 15 giờ 00 cùng ngày. Nếu các ông từ chối lời đề nghị đầu hàng, chúng tôi báo trước rằng lục quân và không quân Liên Xô sẽ thực thi các biện pháp để tiêu diệt các lực lượng Đức trong vòng vây và khi đó, các ông sẽ phải chịu hoàn toàn trách nhiệm. | ” |
| — Đại diện Đại bản doanh Bộ Tổng tư lệnh tối cao Liên Xô: Đại tướng N. N. Voronov. Tư lệnh Phương diện quân Sông Đông: Trung tướng. K.K.Rokossovsky, | |   |

Trước khi đi đến quyết định, tướng Paulus báo cáo về Bộ Tư lệnh Cụm tập đoàn quân Sông Đông và lặp lại đề nghị cho quân đội tự hành động phá vây như đã đề nghị với thống chế Maximilian von Weichs hai tháng trước đó. Điều kỳ lạ là trong tình thế hoàn toàn không có lối thoát, Hitler vẫn không chấp nhận cho Cụm quân Stalingrad (Đức) phá vây và đương nhiên cũng không thể chấp nhận sự đầu hàng. Friedrich Paulus cũng cho rằng đầu hàng là không phù hợp với danh dự truyền thống của quân đội Đức. Đêm mùng 9 tháng 1, ông ta thông báo cho phía Liên Xô biết quyết định không chấp nhận đầu hàng của mình và giai đoạn cuối cùng của Chiến dịch Cái Vòng bắt đầu lúc mờ sáng ngày 10 tháng 1 năm 1943.

#### Quân đội Liên Xô tấn công đợt 1

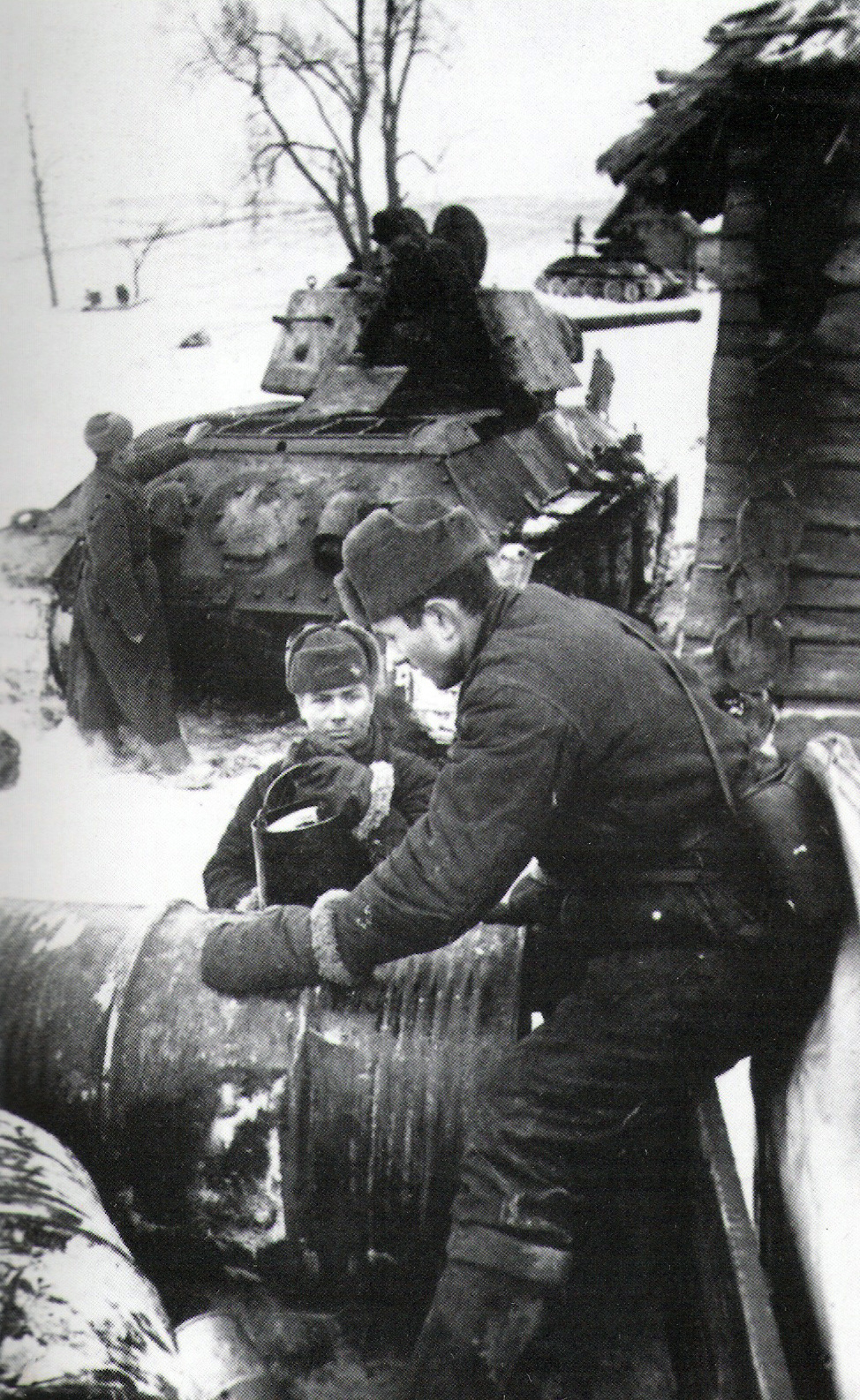
Một kíp binh sĩ xe tăng của Liên Xô tiếp nhiên liệu, chuẩn bị cho cuộc tấn công

Do đặc điểm của địa hình vùng phía Tây Tây Bắc Stalingrad có nhiều khe hẻm chia cắt theo hướng Đông - Tây nên Phương diện quân Sông Đông đã chọn hướng này để có thể tự do cơ động các lực lượng tăng - thiết giáp trong các nhiệm vụ đột kích sâu. Ngược lại, hướng Tây Nam bị hạn chế bởi các sông suối là chi lưu của các sông Rososhka và sông Kapovka nên việc sử dụng xe tăng bị hạn chế. Trong khi đó, theo tin tức của trinh sát mặt trận thì các sư đoàn bộ binh 44, 76, 376, 384 và sư đoàn cơ giới 29 (Đức) bố trí trên hướng này đã bị suy yếu trong các trận đánh đầu tháng 12 năm 1942.
8 giờ 5 phút sáng ngày 10 tháng 1 năm 1943, sau 55 phút pháo kích mở màn của gần 7.000 khẩu pháo, súng cối và các dàn pháo phản lực Katyusha; các tập đoàn quân 65, 21 và 24 triển khai tấn công. Sĩ quan Đức Willi Geofter đã ghi lại sự kiện này và được dẫn trong cuốn Lịch sử sư đoàn bộ binh 44 (Đức):
| “                | Cánh cửa địa ngục đã mở ra ngày 10 tháng 1 năm 1943 khi người Nga bắt đầu công kích. Đầu tiên là cuộc pháo kích hàng giờ liền không ngớt khiến người ta nhớ lại trận Verdun trong Chiến tranh thế giới thứ nhất. Mặt đất đầy tiếng gầm rít của đạn pháo, những trận mưa đất đá trộn lẫn với sắt thép và những tiếng rên la ghê rợn. Mặc dù bị phá hủy hầu hết các hầm trú ẩn nhưng quân Đức vẫn không bị thiệt hại đáng kể về người. Ngay khi pháo chuyển làn bắn sâu và tuyến chiến hào thứ hai, bộ binh Nga bắt đầu tấn công với sự yểm hộ của một số lượng lớn xe tăng | ” |
| — Willi Geofter, | |   |

9 giờ sáng, đại tướng N. N. Voronov lên một chiếc máy bay trinh sát pháo binh bay trên đột phá khẩu để quan sát chiến trường. Ông hài lòng nhận thấy cuộc tấn công bước đầu phát triển tốt khi pháo binh bắt đầu chuyển làn bắn vào tuyến phòng thủ thứ hai để ngăn chặn quân Đức cơ động ra tiếp ứng cho tuyến đầu. Trong ngày đầu, Tập đoàn quân 65 đã mở được đột phá khẩu rộng 4,5 km, sâu 1,5 km. Các tập đoàn quân 21 và 24 tiến chậm hơn nhưng đến ngày 11 tháng 1 thì toàn bộ tuyến phòng thủ đầu tiên của quân Đức đã bị tràn ngập trên một chính diện rộng 18 km và sâu đến 6 km. Tuy nhiên, cũng phải mất đến ba ngày để các tập đoàn quân 65, 21 và 24 đánh chiếm toàn bộ cụm phòng thủ tại phía cực Tây của vòng vây trong khu vực Marinovsky. Đến ngày 12 tháng 1, các tập đoàn quân 65 và 21 (Liên Xô) đã tiến đến bờ Tây các con sông Rossochka và Karpovka. Tại hướng Nam, đêm 11 tháng 2, các tập đoàn quân 57 và 64 mở các trận đánh phối hợp vào Vorononovo. Sư đoàn bộ binh 38 của đại tá G. B. Safyulin bất ngờ đột kích sân bay Vorononovo, bắt sống 18 máy bay Đức còn sử dụng được và toàn bộ sĩ quan, binh lính (Đức) có mặt tại sân bay này khi họ đang ngủ tại nhà để máy bay.
Ngày 12 tháng 1, tướng Paulus vạch kế hoạch thiết lập một tuyến phòng thủ mới tại Novo Nadezhda - Gonchara cách tuyến đường sắt vòng cung quang phía Tây Stalingrad 5 km về hướng Đông Nam, cách điểm cao 135 5 km về phía Tây tại khu vực Voronopovo - Elshanka. Mặc dù đã được Bộ Tổng tham mưu quân đội Đức phê duyệt với điều kiện tuyến mặt trận phải đi qua Novo Rogachevsk và Tsybenko nhưng các sĩ quan chỉ huy các sư đoàn trên hướng Tây của Tập đoàn quân 6 (Đức) đều cho rằng không thể thực hiện được vì trên thực tế, các khu vực Novo Rogachevsk và Tsybenko đã bị quân đội Liên Xô đánh chiếm ngày 11 tháng 1.
Ngày 13 tháng 8, trung đoàn cận vệ 4 của sư đoàn bộ binh cận vệ 15 (Liên Xô) bắt đầu đánh chiếm đầu cầu trên bờ đông sông Rossoshka tại khu vực ngã ba nối với sông Karpovka. Đến chiều cùng ngày, họ đã chiếm được thị trấn Staryi Rogachevsk và tiến sát nhà ga Karpovka. Các báo cáo thống chế Paulus gửi về Tổng hành dinh quân đội Đức cho thấy các sư đoàn 44 và 76 (Đức) đã bị thiệt hại nặng, sư đoàn cơ giới 29 không còn khả năng cơ động; không còn hy vọng khôi phục tình hình tại khu vực Dmitrievka, Tsybenko và Rakotino. Tổng hành dinh quân đội Đức ở Đông Phổ trả lời bằng một bức điện yêu cầu tướng Paulus phải tung tất cả lực lượng có trong tay để phá vòng vây của người Nga tại khu vực Tsybenko, Karpovka, Rossoshka; phải báo cáo ngay các biện pháp đối phó và trong bất cứ trường hợp nào cũng không được để mất cụm cứ điểm Tsybenko. Tuy nhiên, tướng Paulus đã không thể làm gì hơn ngoài việc ra lệnh rút lui đối với các binh sĩ dưới quyền đang rơi vào trạng thái hoảng loạn và không còn giữ được kỷ luật. Ngày 12 tháng 1, khi nghe tin xe tăng Nga xuất hiện gần sân bay Potomnik (thực ra lúc đó xe tăng Liên Xô vẫn còn đang ở bên kia sông Rossoshka), nhiều binh lính không quân Đức đã bỏ chạy đến khi vệ binh SS buộc phải dùng vũ lực ngăn họ lại.

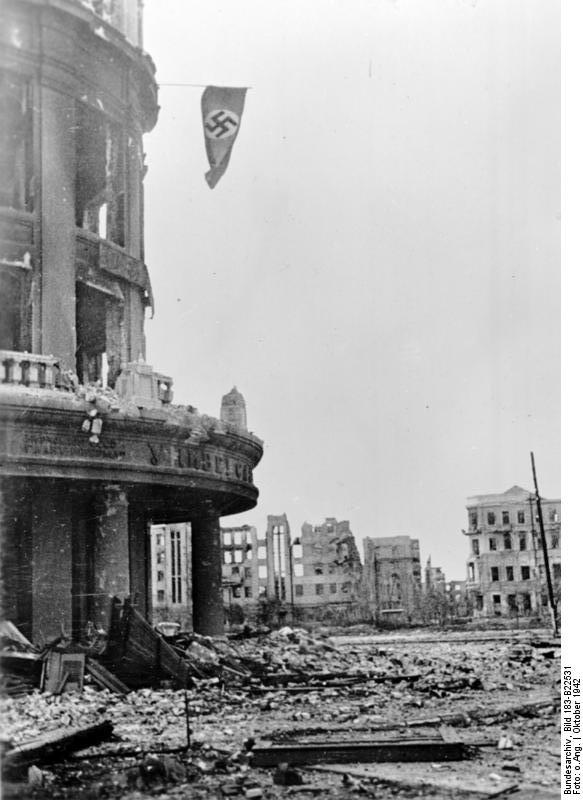
Cửa hàng bách hóa trung tâm Stalingrad, dưới tầng hầm là Sở chỉ huy của tướng Paulus

Trong hai ngày 14 và 15 tháng 1, tướng K.K.Rokossovsky tạm dừng mũi tiến công chính của Tập đoàn quân 65 và điều tập đoàn quân 21 tiến lên phía trước, mở một mũi đột kích vào Novo Alekseyevsk. Tập đoàn quân 24 trên cánh Bắc và các tập đoàn quân 57 và 64 trên cánh Nam cũng tiếp tục tấn công, uy hiếp phía sau lưng cụm cứ điểm của quân Đức ở bờ Đông sông Rossoshka. Bất chấp sức kháng cự kịch liệt của quân Đức, sư đoàn bộ binh 214 của thiếu tướng N. I. Biryukov đã đưa cả pháo lớn vượt sông Rossoshka, đánh chiếm một căn cứ bàn đạp tại Nông trường quốc doanh số 1. Sau đó, họ lợi dụng địa hình khe sâu để cơ động lực lượng sang hai cánh, tấn công vào đội hình Sư đoàn cơ giới 3 Đức vừa rút lui qua sông. Quân Đức bỏ lại nhiều vũ khí hạng nặng và thiết bị quân sự, vội vã tháo chạy về Malyi Rossoshka. Mảng đất cửa ngõ vào trung tâm tập đoàn cứ điểm của Paulus như một cái nêm khổng lồ nhô sang phía Tây đã bị bẻ gãy. Cả một dải thung lũng sông Rossoshka trải dài từ Barbukin qua Dmitrievka và Atamanskaya đến Karpovka chìm trong cơn bão lửa của pháo binh Liên Xô. Những dấu hiệu hoảng loạn đã xuất hiện, nhiều binh lính Đức đã bỏ lại tất cả mọi thứ, trừ quần áo mặc trên người. Để chống rét, họ khoác lên mình bất cứ thứ gì kiếm được. Thị trấn Karpovka giống như một cái "chợ trời". Xe tăng hỏng, pháo bị lật nhào rải rác đây đó. Lính xung kích Đức chen nhau lên các xe tải cướp được của lính hậu cần, rút dầu từ xe tăng sang xe tải để tháo chạy. Súng, đạn, lựu đạn, thủ pháo, mìn vương vãi khắp nơi.
Sau một tuần giao chiến, cả hai phía đều có những thiệt hại về xe tăng. Sư đoàn cơ giới 29 (Đức) mất 11 xe tăng, chỉ còn lại 4 xe Panzer III, 1 xe Panzer IV, 3 xe Panzer II và 1 xe bọc thép chỉ huy. Trung đoàn xe tăng cận vệ 47 (Liên Xô) cũng bị bắn hỏng 18 xe tăng, trong đó, 15 xe hỏng nhẹ đã được sửa chữa, phục hồi ngay sau trận đánh. Số xe tăng bị đối phương tiêu diệt gồm 2 chiếc KV và 1 chiếc T-34. Tập đoàn quân 65 bị thiệt hại nhiều nhất về người với 1.899 người chết, 6.379 người bị thương và 21 người mất tích. Sau khi tạm dừng ngày 14 tháng 1 để củng cố lực lượng, Phương diện quân Sông Đông tiếp tục mở cuộc tấn công vào tuyến phòng thủ thứ hai của quân Đức, buộc quân Đức phải lùi sâu hơn nữa về phía Stalingrad. Đến cuối ngày 16 tháng 1, dưới cái rét -12oC, Tập đoàn quân 57 và cánh trái của Tập đoàn quân 64 đã chiếm được nhà ga Karpovka và thị trấn Basagino. Các hoạt động tích cực của Tập đoàn quân 62 và ba sư đoàn cánh phải của Tập đoàn quân 64 đã ghìm chặt 7 sư đoàn Đức trong nội đô Stalingrad, không cho quân Đức rút bớt lực lượng ra chi viện cho hướng Tây đang nguy ngập. Đến ngày 17 tháng 1, khu vực đóng quân của Cụm quân Stalingrad (Đức) đã bị thu hẹp chỉ còn lại 2/3 so với trước ngày 10 tháng 1. Sau một ngày tiếp tục truy kích quân Đức đang rút lui, đợt 1 của giai đoạn 3 - Chiến dịch Cái Vòng tạm dừng ngày 18 tháng 1 trên tuyến phòng thủ cũ của quân đội Liên Xô hồi mùa hè năm 1942 ở phía Tây ngoại ô Stalingrad.

#### Đợt 2
Đại tướng N.N.Voronov (từ ngày 18 tháng 1 là nguyên soái) đã giành từ hai đến ba giờ mỗi ngày để xét hỏi các tướng lĩnh và sĩ quan Đức bị bắt làm tù binh. Họ cho ông biết khẩu phần hàng ngày của lính Đức chỉ còn 150 gam bánh mỳ, 65 đến 70 gam thịt hộp hoặc thịt ngựa nấu thành súp, ba hoặc bốn ngày mới được ăn 20 đến 30 gam bơ hoặc mỡ ướp muối. Binh lính Đức hoàn toàn mất tinh thần và không còn tin rằng Hitler có thể cứu thoát họ khỏi Stalingrad mà họ gọi là "bản sao của địa ngục". Và một số lính Đức khác lại cho rằng "địa ngục mới chính là bản sao của Stalingrad". Trong tình cảnh đó, tướng Paulus vẫn cố gắng ra lệnh cho binh sĩ của ông ta phải tiếp tục chiến đấu vì một lẽ đơn giản: đằng nào cũng chết. Trong bản mệnh lệnh số 383 ngày 17 tháng 1, ông ta viết:
| “                  | Trong những ngày gần đây, người Nga đã nhiều lần cố gắng đàm phán với chúng ta. Mục tiêu của họ rất dễ hiểu: bằng cách hứa hẹn những đãi ngộ khi đầu hàng để phá vỡ ý chí chiến đấu của chúng ta. Chúng ta biết rõ cái gì đang đợi chúng ta nếu chúng ta ngừng chống cự. Chúng ta không chết vì đạn của đối phương thì cũng chết trong đói khổ và giá rét khi bị giam cầm ở Sibir. Có một điều chắc chắn là những kẻ đầu hàng và bị giam cầm sẽ không còn cơ hội nhìn thấy người thân của mình. Chỉ còn một lựa chọn: chiến đấu đến viên đạn cuối cùng mặc dù chúng ta đang đói và rét. Mọi mưu mô thương lượng phải bị loại bỏ, không cần giải thích mà phải đáp trả bằng hỏa lực. Chúng ta hãy tiếp tục nuôi hy vọng được giải thoát. | ” |
| — Tư lệnh: Paulus, | |   |

Tuy nói với binh lính như vậy những ngày 20 tháng 1, Paulus vẫn phải gửi về Tổng hành dinh quân đội Đức Quốc xã một bức điện báo cáo rõ sự thiếu thốn về thực phẩm, nhiên liệu và đạn dược đã rơi xuống mức thảm trạng, 16.000 thương binh không được chăm sóc đúng cách, nhiều sĩ quan chỉ huy chết trận không có người thay thế và điều nghiêm trọng nhất được gọi là "sự phân rã về nhân tâm". Cuối bức điện, Paulus lại đề đạt yêu cầu cho cụm quân Stalingrad được tự do phá vây hoặc ngừng chống cự (Paulus không dám dùng từ "đầu hàng") để đội quân tránh được hậu quả bị tiêu diệt và những người bị thương có cơ hội được săn sóc. Ngay lập tức, Tổng hành dinh Đức tại Đông Phổ trả lời với quan điểm cứng rắn như trước:
| “               | Nghiêm cấm đầu hàng. Tập đoàn quân 6 phải hoàn thành sứ mạng của nó, phải trung thành và kháng cự đến mức tối đa để tạo điều kiện cho Führer lập một mặt trận mới ở bắc Rostov và rút Cụm A khỏi Kavkaz. | ” |
| — Wolfsschanze, | |   |

Thực hiện lệnh này, Cụm quân Stalingrad (Đức) tiếp tục giữ phần đất còn lại của họ tại khu vực tam giác Orlovka - Peschanka - Gumrak, lấy những công sự cũ của quân đội Liên Xô trong Chiến dịch phòng ngự Stalingrad để trú ẩn và tập trung mọi lực lượng dự bị và hậu cần vào đây. Sự kháng cự của quân Đức ngày càng trở nên vô nghĩa với số thương vong tăng lên hàng nghìn người mỗi ngày. Bản thân tướng Paulus và các chỉ huy quân đoàn, sư đoàn cũng thấy rõ việc đột phá xuyên qua vòng vây dày đến hơn 200 km là điều không thể. Không ít tướng lĩnh Đức bằng cách này hay cách khác đã lên máy bay rời khỏi vòng vây. Trong số đó có tướng Hans-Valentin Hube, chỉ huy Quân đoàn xe tăng 14, tướng Otto Kohlermann, chỉ huy sư đoàn cơ giới 60, tướng Richard Graf von Schwerin, chỉ huy sư đoàn bộ binh 79, tướng Georg Pfeiffer, chỉ huy sư đoàn bộ binh 94, tướng Bernhard Steinmetz, chỉ huy sư đoàn bộ binh 305, tướng Eccard Freiherr von Gablenz chỉ huy sư đoàn bộ binh 384 đã mất hết quân.
17 giờ 30 ngày 18 tháng 1, Đại bản doanh Liên Xô chấp thuận kế hoạch đợt hai của Chiến dịch Cái Vòng do nguyên soái N. N. Voronov đệ trình, trong đó đòn tấn công đầu tiên hướng vào các điểm tiếp giáp giữa các sư đoàn bộ binh 44, 76 và các sư đoàn cơ giới 29 và 60 (Đức). Tại cụm cứ điểm này, các sư đoàn Đức đã suy yếu nghiêm trọng. Sư đoàn cơ giới 29 chỉ còn lại 8 tiểu đoàn trong đó, 1 tiểu đoàn đủ quân số, 6 tiểu đoàn còn nửa quân số và 1 tiểu đoàn chỉ còn bộ khung. Sư đoàn bộ binh 44 còn 6 tiểu đoàn thì có 4 tiểu đoàn yếu, 2 tiểu đoàn chỉ còn trên giấy tờ (hết quân). Sư đoàn bộ binh 76 khá hơn, còn lại 3 tiểu đoàn trung bình và 3 tiểu đoàn yếu. Sư đoàn cơ giới 60 gần như trở thành một sư đoàn bộ binh vì 5 tiểu đoàn đã không còn quân và xe tăng thiết giáp, 2 tiểu đoàn còn lại quân nhưng cũng mất sạch vũ khí nặng và phải sử dụng ngựa để tuần tra trong khu vực Kotluban. Mọi hy vọng của Paulus trên hướng này đặt vào sư đoàn cơ giới 3 nhưng nó cũng trong tình trạng quá rệu rã với 1 tiểu đoàn còn sức chiến đấu trung bình, 4 tiểu đoàn yếu và đang phải tổ chức phòng ngự vòng tròn do bị mắc kẹt lại bên kia sông Rossoshka.

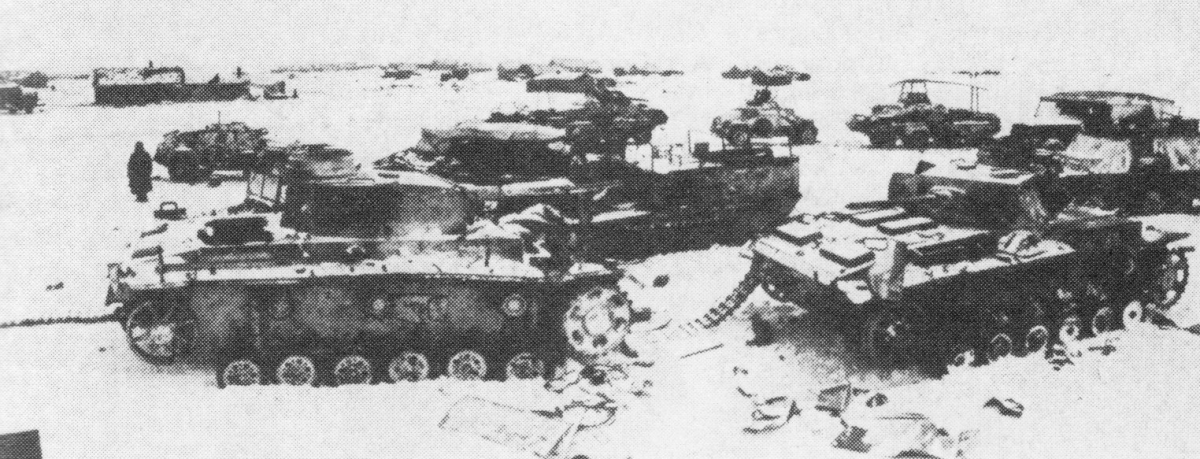
Xác xe tăng và xe cơ giới Đức trên cánh đồng tuyết phía Tây Stalingrad

Do tình huống trên và do Tập đoàn quân 65 đã suy yếu sau đợt 1 của chiến dịch, tướng K.K.Rokossovsky chuyển trọng tâm chiến đấu sang dải tấn công của Tập đoàn quân 21, các đơn vị xe tăng, pháo, cối và pháo phản lực Katysha của Tập đoàn quân 65 cũng được dồn sang đây. Theo kế hoạch, Tập đoàn quân 21 sẽ đánh thẳng vào khu vực Gumrak và đột kích đến khu vực nhà máy Tháng Mười đỏ, cắt đôi cụm quân Đức, các Tập đoàn quân 65 và 24 sẽ tấn công mở rộng sang hai bên sườn theo hướng đến Aleksandrovka (phía Bắc) và Tsaritsa (phía Nam), phối hợp với Tập đoàn quân 66 từ phía Bắc đánh xuống và các tập đoàn quân 57, 64 từ phía Nam đánh lên. Tập đoàn quân 62 có nhiệm vụ đẩy quân Đức khỏi nội thành Stalingrad ra thảo nguyên. Ngày 22 tháng 1, đợt 2 của chiến dịch bắt đầu. Sau hơn một giờ dùng 4.100 khẩu pháo bắn nát hệ thống phòng thủ của quân Đức trên chính diện rộng 22 km (mật độ trung bình 190 nòng súng/km chính diện), Lữ đoàn xe tăng 10 chỉ còn lại 23 xe tăng T-34 đã chiếm được nhà ga Kachalino. Theo sau là Quân đoàn xe tăng 4, lữ đoàn cơ giới 1 và 6 sư đoàn bộ binh tấn công thành hình rẻ quạt xòe ra hai bên sườn.
Sau bốn ngày tấn công, Tập đoàn quân 21 đã đánh chiếm Cụm cứ điểm Gumrak. Ngày 23 tháng 1, sân bay Gumrak thất thủ. Hi vọng giải thoát cho cho các sĩ quan cao cấp của tập đoàn quân 6 cũng chấm dứt. Ngoài ra, việc tiếp tế cho quân Đức giờ đây chỉ còn có thể thực hiện được bằng cách thả dù. Tướng Paulus buộc phải chuyển sở chỉ huy lần thứ 5 và đây là lần di chuyển cuối cùng trước khi bị bắt. Tập đoàn quân 65 đánh chiếm Cụm cứ điểm Aleksandrovka. Các tập đoàn quân 21, 57 và 64 tràn qua các cụm cứ điểm Kuporosnoye, Elshanka, Peschanka, Voroponovo, Alekseevka và Sadovoi và tiến lên hướng Đông Bắc. Hạ sĩ Wilhelm Adam, người chứng kiến tại chỗ và sau này trở thành nhà văn Đức mô tả:
| “               | Những đơn vị cuối cùng còn lại của Tập đoàn quân 6 tập trung ở ngoại ô phía Tây Bắc Stalingrad. Từ thảo nguyên vọng lại tiếng gầm của trọng pháo làm bạn trở nên điếc đặc cùng với những chớp lửa liên hồi. Càng đến gần Stalingrad, cảnh tượng càng khủng khiếp hơn. Những người lính Đức không còn đi được đã nằm, ngồi ngổn ngang bên vệ đường. Họ bị bỏ rơi, bị đói, bị thương và bị rét cóng, nhiều người trong số họ đã nằm lại vĩnh viễn. Một người chết trong tư thế đang ôm lấy tấm biển chỉ đường có hàng chữ "Nach Stalingrad". Trong những khe núi dẫn đến Goncharovo, hôm qua còn là thôn làng nhưng hôm nay đã thành địa ngục, đầy rẫy những xác xe tăng và xe cơ giới. Đây đó bừa bãi mũ sắt và súng hỏng. Mỗi bước đi đều có thể đụng phải xác chết hay chỉ một phần cơ thể người đã đông cứng nhô lên trên tuyết... Đằng sau chúng tôi, đại bác Nga không ngớt gầm thét và sức nổ của những trái Katyusha khiến mặt đất rung chuyển liên hồi. | ” |
| — Wilhelm Adam, | |   |

Ngày 24 tháng 1, Friedrich Paulus báo cáo qua radio về Tổng hành dinh tại Đông Phổ:
| “                   | Quân đội không còn đạn được, lương thực và thuốc men, liên lạc với các đơn vị bị gián đoạn. Tại các nhóm quân phía Bắc, phía Nam và phía Tây đều xuất hiện hiện tượng vô kỷ luật. Việc chỉ huy thống nhất là không thể thực hiện được. 18.000 người bị thương đang cần thuốc men và bông băng. Các sư đoàn bộ binh 44, 76, 100, 305 và 384 đã bị đối phương tiêu diệt hoàn toàn. Do đối phương xâm nhập trên nhiều hướng nên không thể lập được phòng tuyến liên tục. Khu vực của chúng tôi kiểm soát chỉ còn lại không đầy một dặm vuông trong thành phố. Mọi sự kháng cự bây giờ đã trở nên vô nghĩa. Thảm họa đã là không thể tránh khỏi. Để cứu vớt thêm người còn sống sót, tôi yêu cầu ngay lập tức cho phép đầu hàng. | ” |
| — Friedrich Paulus, | |   |

Nghe xong, Hitler quát vào micrôphôn:
| “         | Tôi cấm ông đầu hàng, quân đội của ông phải giữ vững vị trí cho đến vòng phòng thủ cuối cùng, đến người cuối cùng. | ” |
| — Hitler, | |   |

Cùng ngày hôm đó, đại diện phía Liên Xô đi đến phòng tuyến của Đức với những yêu cầu và lời hứa như cũ nhưng Paulus, do lệnh "cấm đầu hàng" của Adolf Hitler đã không hồi âm.
Ngày 25 tháng 1, Phương diện quân Sông Đông đồng loạt đột phá vào Stalingrad từ bốn hướng Đông, Tây, Nam, Bắc. Tập đoàn quân 62 cắt đứt cánh quân Đức đang bao vây đồi Mamayev với cánh quân đang trụ lại ở Nhà máy máy kéo và dồn đối phương về phía Nam thành phố. Trong khu vực Nhà máy sản xuất chướng ngại vật chống tăng, một số lớn sĩ quan chỉ huy Đức thuộc các quân đoàn 4, 8, 11, 51 và quân đoàn xe tăng 14 đã bị bao vây tại đây và bị bắt nhưng không có Paulus trong số đó. Ngày 26 tháng 1, mặc dù đã bị thương vong hơn 100.000 người nhưng quân Đức vẫn tiếp tục kháng cự. Cụm quân Đức tại khu vực phía Nam thành phố cũng bắt đầu bị chia cắt. Các lực lượng còn lại của Tập đoàn quân 6 (Đức) đã bị xé làm ba mảnh với sự tồn tại có thể tính được bằng ngày, bằng giờ. Khu vực quân Đức còn có thể hiện diện chỉ dài 20 km từ Bắc xuống Nam và chỗ rộng nhất chỉ 3,5 km từ Tây sang Đông. Các đơn vị quân đội Liên Xô bắt đầu mở những trận cận chiến trên đường phố Stalingrad. Trong vòng vây của các tập đoàn quân 21, 57 và 64, trên danh nghĩa, quân Đức vẫn còn 6 sư đoàn bộ binh, 2 sư đoàn kỵ binh cơ giới. Ở phía Bắc, đối diện với trận tuyến bao vây của các tập đoàn quân 62, 65 và 66, tàn quân Đức thuộc ba sư đoàn xe tăng và một sư đoàn cơ giới vẫn tiếp tục dùng các xác xe tăng cũ và các đống gạch của các tòa nhà đổ nát, ẩn nấp trong đó để chống cự. Tướng Paulus giao quyền chỉ huy nhóm quân phía Bắc cho tư lệnh Quân đoàn 11, tướng Shtrecker, giao quyền chỉ huy nhóm quân phía Nam cho tướng Roske, tư lệnh Sư đoàn bộ binh 71. Đính thân Paulus chỉ huy nhóm quân trung tâm.

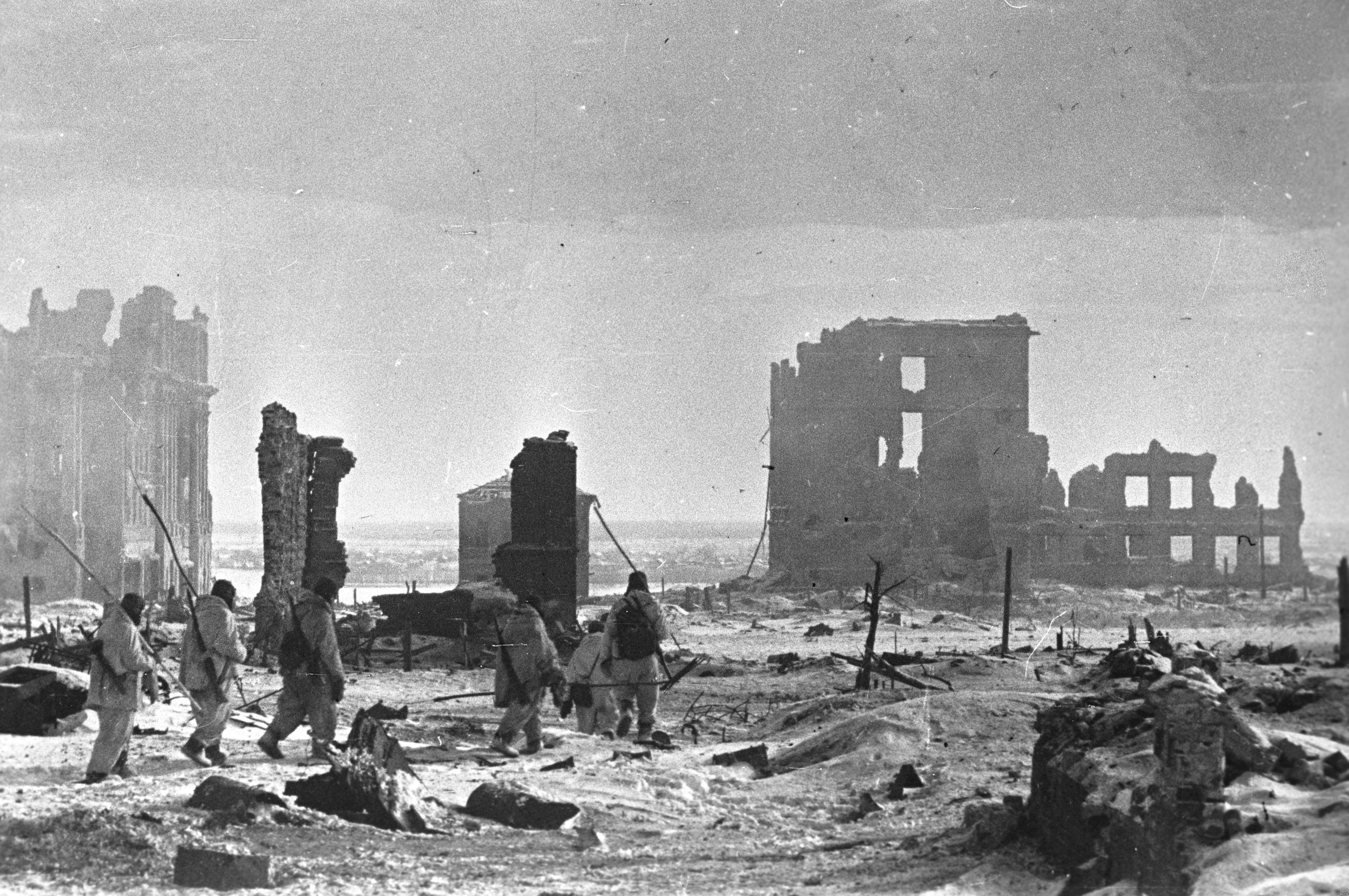
Khu trung tâm Stalingrad sau khi được giải phóng (Ảnh:RIA NOVOSTI)

Ngày 27 tháng 1, các cuộc chiến đấu để thanh toán những nhóm quân Đức bị xé lẻ vẫn tiếp tục. Không còn như trước, binh sĩ Đức bất chấp lệnh của các sĩ quan chỉ huy đã kéo nhau ra hàng thành từng nhóm lớn. Cuối ngày 27 tháng 1, các đơn vị xung kích của tập đoàn quân 64 đã chiếm được nhà ga Stalingrad II, một trung tâm phòng ngự mạnh của quân Đức. Trong các ngày 27, 28 và 29 tháng 1, có đến hơn 15 nghìn binh lính và sĩ quan Đức tại khu vực tác chiến của Tập đoàn quân 64 ra hàng. Nhóm quân Đức phía Nam Stalingrad đã hoàn toàn bị tiêu diệt và bị bắt. Ngày 30 tháng 1, sư đoàn bộ binh 29 và các lữ đoàn cơ giới 36, 38 thuộc Tập đoàn quân 64 tiếp tục tiến về trung tâm thành phố, Quân đoàn bộ binh 7 của tướng M. S. Shumilov và sư đoàn bộ binh 304 đánh dọc theo sông Volga, dồn quân Đức lên phía Bắc.
Lúc này một đại đoàn có thời hùng mạnh bị cắt ra làm 3 mảnh nhỏ, mảnh phía nam là nơi Paulus đặt tổng hành dinh. Tình hình thiếu hụt quân lương và đạn dược đã trở nên vô cùng tồi tệ, lúc này Paulus hiểu rõ nỗ lực tiếp vận của không quân Đức đã phá sản hoàn toàn - tức số phận của Stalingrad đã được định đoạt.
Mặc dù tướng Paulus đã cho lính đi gắn biển "Nhà của Paulus" trên nhiều địa điểm khác nhau nhưng trinh sát của Phương diện quân Sông Đông vẫn xác định chính xác sở chỉ huy của ông ta đóng tại dưới tầng hầm của một cửa hàng gần ngôi nhà của Ban chấp hành công đoàn thành phố Stalingrad. Một sở chỉ huy dự bị do tướng Ross chỉ huy đóng tại chính ngôi nhà của Ban chấp hành công đoàn thành phố và sử dụng điện đài của Paulus để đánh lạc hướng trinh sát điện đài Liên Xô nhưng vẫn bị phát hiện ra. Do đó, việc bắt được Paulus không phải là một sự ngẫu nhiên. Đêm 30 tháng 1, trong khi cắt đứt các đường dây điện thoại nối vào Sở chỉ huy của Paulus, các trinh sát viên thuộc lữ đoàn cơ giới 38 đã nghe được câu nói sau đây vọng lên từ dưới hầm ngầm của trung tướng Arthur Schmidt với Friedrich Paulus: "Xin chúc mừng ngài được phong hàm thống chế". Đây là thông điệp cuối cùng của Hitler mà Paulus nhận được. Tòa nhà lập tức bị hai lữ đoàn cơ giới 36 và 38 (Liên Xô) vây chặt..

#### Thống chế Paulus đầu hàng

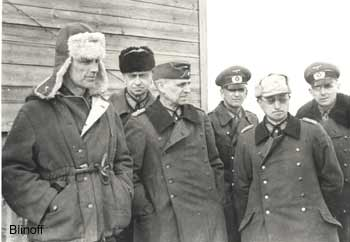
Thống chế Paulus và các tướng lính dưới quyền bị bắt làm tù binh

Quá rõ ràng, Hitler mong muốn Paulus chọn cái chết để bảo toàn danh dự cho mình vì từ trước tới nay chưa có một Thống chế Đức nào đầu hàng đối phương. Hitler nhận xét với Jodl: "Lịch sử quân sự chưa từng ghi thống chế Đức nào đã bị bắt làm tù binh." Nếu Paulus đầu hàng, ông sẽ trở thành sĩ quan cao cấp nhất của Đức bị Hồng quân bắt làm tù binh nên thực chất, đây là một sự tôn vinh hướng đến hành động tự sát.
Ngoài Paulus, có đến 117 sĩ quan khác cũng được thăng cấp. Trước đó, ngày 30 tháng 1, Paulus gọi vô tuyến cho Hitler: "Sự sụp đổ cuối cùng sẽ đến trong vòng 24 tiếng đồng hồ." Tin này khiến cho Hitler ban một cơn mưa thăng thưởng cho các sĩ quan, với hy vọng là những vinh dự như thế sẽ củng cố quyết tâm muốn hy sinh một cách vinh quang ngay tại mặt trận đẫm máu. Rõ ràng Paulus và Tập đoàn quân số 6 đã và đang bị Hitler dồn đến chỗ chết.
Có điều là Paulus vốn là người theo Công giáo, vì vậy ông cực kì ghét những hành động như tự sát. Ngày 31 tháng 1 năm 1942 Paulus quyết định đầu hàng, chống lại lệnh "tử thủ" của Hitler:
| “                                 | Tôi không hề có ý định phí phạm mạng sống của mình vì cái thứ danh hiệu đó. | ” |
| — Friedrich Wilhelm Ernst Paulus, |                                                                             |   |

Sáng sớm ngày 31 tháng 1, trung tướng Arthur Schmidt phát tín hiệu đầu hàng bằng một lá cờ trắng làm bằng vải trải giường cắm lên cửa sổ tầng hầm để các binh sĩ Liên Xô trên một chiếc xe tăng đậu gần đó nhìn thấy. 8 giờ 15 phút sáng, trung tá tham mưu trưởng lữ đoàn cơ giới 38 F. M. Ilchenko cùng trung úy Mezhirko mang tiểu liên bước vào hầm, theo sau họ là các đại úy L. P. Morozov, N. F. Grisenko, N. E. Rybak và cuối cùng là phó chỉ huy lữ đoàn, trung tá L. A. Vinokur. Tướng Đức Fritz Roske yêu cầu gặp cấp chỉ huy tương xứng của phía Liên Xô để đàm phán về việc đầu hàng.
Ngay sau khi nhận được điện của đại tá I. D. Burmakov, chỉ huy lữ đoàn cơ giới 36, trung tướng M. S. Shumilov, tư lệnh tập đoàn quân 64 bổ nhiệm Tham mưu trưởng tập đoàn quân, thiếu tướng I. A. Laskin cùng nhóm sĩ quan dưới quyền gồm đại tá G. S. Lukin, trưởng phòng tác chiến, thiếu tướng I. M. Ryzhov, trưởng phòng quân báo, đại tá I. D. Burmakov và trung tá B. I. Mutovin, trợ lý của Tham mưu trưởng về các vấn đề chính trị đại diện cho quân đội Liên Xô tiếp nhận sự đầu hàng của quân đội Đức tại Stalingrad. Họ được đón tiếp tại căn hầm của tướng Arthur Schmidt. Các tướng Đức và Romania tự giới thiệu thân phận của mình. Khi được hỏi về Paulus, tướng Arthur Schmidt trả lời rằng ông này đang ở trong một căn hầm riêng và đến nay không còn chỉ huy được quân đội nữa vì nó đã bị phân rã thành nhiều nhóm nhỏ. Các đại biểu quân đội Liên Xô trao cho các tướng Đức văn kiện về việc đầu hàng, yêu cầu họ ký và ra lệnh cho các đơn vị Đức ngừng chống cự. Giấy xác nhận đầu hàng được ký bởi tướng Arthur Schmidt, tham mưu trưởng tập đoàn quân 6, có giấy ủy nhiệm của thống chế Friedrich Paulus, tướng Fritz Roske, tư lệnh sư đoàn bộ binh 71 (thay tướng Alexander von Hartmann bị chết từ ngày 26 tháng 1 do bị thương quá nặng), tướng Hans -Georg Leyser tư lệnh sư đoàn cơ giới 29, tướng Ulrich Vassol chỉ huy pháo binh quân đoàn 51 và tướng Bratesku tư lệnh sư đoàn kỵ binh 1 Romania. Sau khi các giấy tờ đã ký xong, Friedrich Paulus mới ra trình diện. Trong thời khắc đó, vị Thống chế một ngày của Tập đoàn quân số 6 ngồi trên giường của ông với vẻ buồn nản. Schmidt nói với ông: "Tôi xin hỏi Thống chế có lời nào cần nói thêm không?" Paulus không trả lời.
Cuối ngày 31 tháng 1 năm 1943, Paulus gửi bức điện cuối cùng đến tổng hành dinh:
| “                                | Tập đoàn quân 6, theo đúng lời tuyên thệ của họ và ý thức được tầm quan trọng cao cả trong nhiệm vụ của họ, đã giữ vững vị trí cho đến người cuối cùng và viên đạn cuối cùng cho Lãnh tụ và Tổ quốc cho đến phút cuối. | ” |
| — Friedrich Wilhelm Ernst Paulus | |   |

Lúc 19 giờ 45 phút, nhân viên trực vô tuyến của Tập đoàn quân 6 gửi bản tin cuối cùng: "Quân Nga đang tiến vào cửa boong-ke của chúng tôi. Chúng tôi đang phá hủy máy móc." Anh này thêm chữ CL – ký hiệu vô tuyến có nghĩa "Đài này không còn truyền tín hiệu nữa."

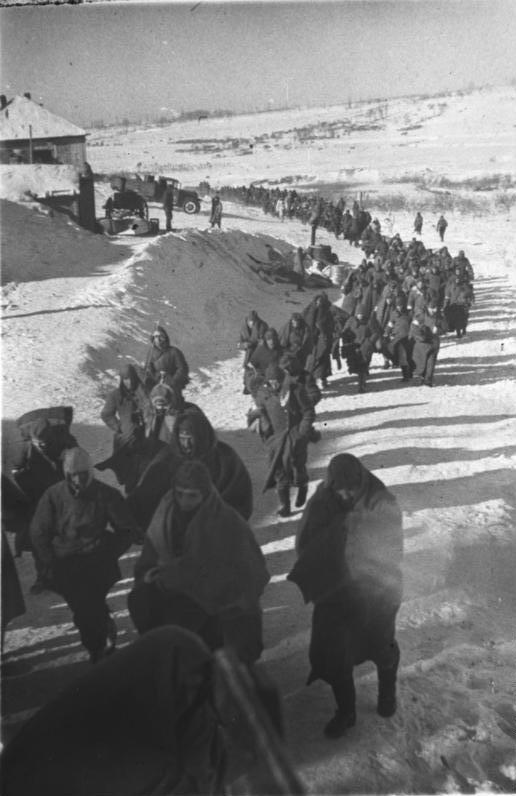
Tù binh Đức và Romania "hành quân" đến trại giam sau trận Stalingrad

Lệnh chấm dứt kháng cự được truyền qua hệ thống loa thuyền thanh của quân đội Liên Xô bằng tiếng Đức trên toàn bộ khu vực phía Nam Stalingrad. Ở những nơi xa, các sĩ quan Đức trực tiếp đến truyền đạt mệnh lệnh với sự giám sát của các sĩ quan và binh sĩ Liên Xô. Hầu hết quân Đức và toàn bộ quân Romania, Croatia đều hạ vũ khí, chỉ còn một số cuộc chạm súng nhỏ tại khu vực sát bờ sông phía Đông Nam Stalingrad. Tại căn hầm của Bộ tham mưu tập đoàn quân 6 (Đức), tướng I. S. Laskin đã yêu cầu đích thân Paulus ra lệnh cho cánh quân phía Bắc Stalingrad hạ vũ khí. Thống chế Paulus từ chối vì ông ta cho rằng, các cấp tướng thì có thể nhưng một thống chế tư lệnh không có quyền ra lệnh cho quân của mình đầu hàng.
Về phía Bắc, một nhóm nhỏ quân Đức – tàn quân của 2 sư đoàn thiết giáp và 3 sư đoàn bộ binh – vẫn còn trụ lại trong đống đổ nát của một xưởng chế tạo máy kéo. Vào đêm 1 tháng 2 năm 1943, họ nhận tin từ Hitler:
| “              | Dân tộc Đức mong các anh thi hành nghĩa vụ đúng như binh sĩ đang trụ vững ở pháo đài phía nam. Mỗi ngày và mỗi giờ các anh còn chiến đấu sẽ tạo điều kiện để thiết lập một mặt trận mới. | ” |
| — Adolf Hitler | |   |

Ngay trước giữa trưa ngày 2 tháng 2, nhóm quân này cũng đầu hàng sau khi đã gửi bản tin cuối cùng đến Tư lệnh Tối cao:
| “ | Đã chiến đấu đến người cuối cùng với những lực lượng ưu thế vượt trội. Nước Đức muôn năm! | ” |

Tuy nói thế, nhưng cả bãi chiến trường phủ tuyết, đẫm máu lại trở nên yên ắng. Lúc 14 giờ 46 phút ngày 2 tháng 2, một máy bay trinh sát của Đức lượn trên thành phố và gọi điện về báo một cái tin trái ngược 180 độ: "Không thấy dấu hiệu giao chiến tại Stalingrad."

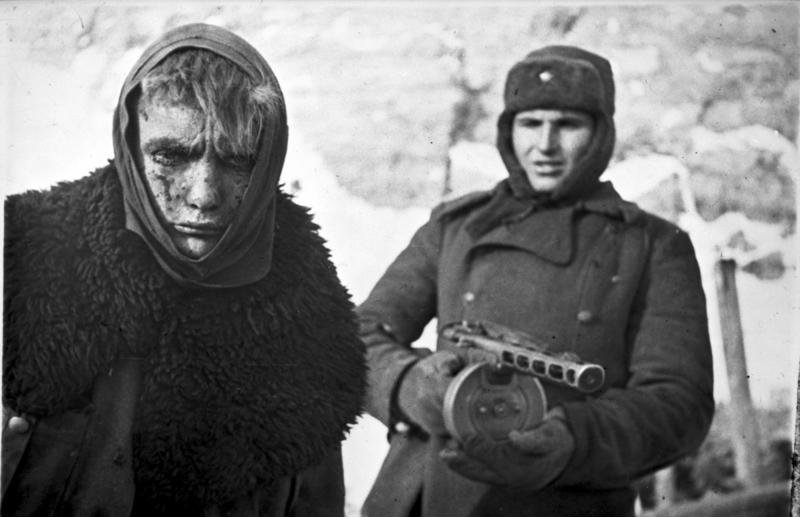
Một tù binh Đức đang bị một binh sĩ Hồng quân áp giải.

Tại nhóm quân phía Nam, trong số quân bị bắt làm tù binh có trung tướng Werner Sanne, chỉ huy Sư đoàn bộ binh 100; trung tướng Walter Heitz, tư lệnh Quân đoàn bộ binh 8; trung tướng Carl Rodenburg, tư lệnh sư đoàn bộ binh 76. Tại khu vực trung tâm thành phố, trong số quân Đức bị bắt có tướng pháo binh Max Pfeffer, tư lệnh Quân đoàn bộ binh 4 và tướng pháo binh Walter von Seydlitz-Kurzbach, tư lệnh Quân đoàn 51. Do không nhận được lệnh trực tiếp từ Paulus nên nhóm quân Đức phía ở phía Bắc Stalingrad còn cố chống cự đến hết ngày 1 tháng 2. Chỉ sau một trận pháo kích dữ dội của quân đội Liên Xô vào sáng sớm ngày 2 tháng 2, nhóm quân này mới chịu hạ vũ khí. Trong số quân Đức bị bắt có tư lệnh Quân đoàn bộ binh 11, trung tướng Karl Strecker; tư lệnh sư đoàn bộ binh 113, trung tướng Hans-Heinrich Sixt von Arnim; chỉ huy sư đoàn bộ binh 305, đại tá Shimati (thay tướng Bernhard Steinmetz đang ở ngoài vòng vây); tư lệnh sư đoàn bộ binh 389, thiếu tướng Martin Lattmann; tư lệnh sư đoàn xe tăng 24, trung tướng Arno von Lenski.
Trong khi thống chế Paulus và các sĩ quan cao cấp đức còn băn khoăn, cấn cá về vấn đề danh dự hay không danh dự khi buộc phải ngừng chống cự và hạ vũ khí thì những binh lính Đức lại nghĩ khác. Hạ sĩ Erich Weinert mô tả thái độ của những lính Đức bị bắt khi đang được áp giải về trại tù binh:
| “                | Trên con đường giữa sa mạc tuyết ảm đạm đến trại tù binh Vertyachego là từng đoàn tù binh dài bất tận. Bộ râu không được chải của tôi đã biến thành một cục băng. Chúng tôi mặc trên mình những bộ đồ kỳ quái: chăn, vải trải giường. Những người không may mắn bị mất giày phải quấn chân bằng những đụn rơm hay cỏ khô. Xe súc vật kéo chỉ để phục vụ những người không thể tự đi được. Mấy người bị ngất đã ngã xuống khỏi xe và lính Nga lại đỡ họ lên xe. Tôi hét to lên với các bạn tù: "Này, đồng bào, thật vui mà chúng ta còn được sống! Hitler và các nhà quân sự của ông ta đã tuyên án tử cho chúng ta rồi. Họ không còn cần đến chúng ta nữa." Một số người reo hò và giơ cao nắm đấm: "Chúng tôi sẽ tính sổ với họ." Tôi nói tiếp: "Bây giờ thì chúng ta đã trở lại với loài người, đến với hàng trăm triệu người, chúng ta chẳng có gì phải ân hận cả". Dòng người chúng tôi tiếp tục trôi đi, đi mãi, tưởng chừng như thế giới này rộng ra vô tận sau mấy tháng qua. | ” |
| — Erich Weinert, | |   |

Các tù binh Đức đói khát, cóng lạnh, nhiều người mang thương tích, tất cả đều mê mụ, đau khổ, níu lấy tấm chăn lấm máu phủ lên đầu chống lại giá lạnh ở -24 °C, đi khập khiễng trên lớp băng tuyết hướng đến các trại tù binh ở Xibia. Thống chế Paulus và 24 tướng lĩnh dưới quyền được dẫn giải đến Sở chỉ huy Phương diện quân Sông Đông để trả lời những câu hỏi của các chỉ huy mặt trận của Liên Xô gồm Nguyên soái pháo binh N. N. Voronov, đại diện Bộ tổng tư lệnh tối cao Liên Xô, thượng tướng K.K.Rokossovsky, tư lệnh Phương diện quân Sông Đông, trung tướng M. S. Malinin, tham mưu trưởng Phương diện quân, thiếu tướng K. F. Teleghin chủ nhiệm chính trị.

## Kết quả, đánh giá và ảnh hưởng

### Kết quả
Hơn 140.000 quân Đức đã vĩnh viễn nằm lại chiến trường. Hơn 10.000 người bị thương, bị ốm và một số nhỏ lành lặn đã được đưa ra khỏi vòng vây. Số tù binh mà quân đội Liên Xô bắt được trong trận này lên đến 91.000 người, bao gồm cả 3.000 lính Romania trong bộ phận còn lại của sư đoàn bộ binh số 20, sư đoàn kỵ binh số 1 và Cụm tác chiến "Đại tá Voicu". 22 sư đoàn Đức và Romania bị đánh tan. Ngoài số tù binh Đức và đồng minh Đức đông nhất kể từ ngày bắt đầu Cuộc chiến tranh vệ quốc vĩ đại, quân đội Liên Xô đã phá hủy và thu giữ 5.762 khẩu pháo, 1.312 súng cối, 12.701 súng máy, 80.438 tiểu liên, 156.987 súng trường, 10.722 ô tô, 744 máy bay, 1.666 xe tăng, 261 xe bọc thép, 10.679 mô tô, 240 máy kéo, 571 xe half-track, 3 đoàn tàu hỏa bọc thép và nhiều thiết bị quân sự khác. Những thiệt hại nói trên chưa từng xảy ra đối với nước Đức Quốc xã kể từ ngày đầu chiến tranh thế giới thứ hai. Uy tín về tính bách chiến, bách thắng của quân đội Đức Quốc xã bị tổn hại nghiêm trọng. Tổn thất của quân đội Liên Xô cũng không phải là nhỏ. Tuy nhiên, mức tổn thất là chấp nhận được nếu đối chiếu với quy mô của chiến dịch và đương nhiên còn xa mới có thể sánh được với tổn thất của quân đội Đức. Trong toàn bộ giai đoạn cuối của chiến dịch từ ngày 10 tháng 1 đến ngày 2 tháng 2 năm 1943, Phương diện quân Sông Đông đã chịu thương vong 47.926 người, trong đó 11.752 người chết, 34.364 người bị thương, 245 người mất tích, 1.565 người thương vong vì các nguyên nhân phi chiến sự. 12 trung đoàn và lữ đoàn xe tăng của các tập đoàn quân 62, 65 và 66 chỉ còn lại 78 xe tăng gồm 35 chiếc T-34, 27 chiếc KV, 3 chiếc T-60, 5 chiếc T-70 và 8 chiếc Mk-IV (xe tăng Hoa Kỳ).

### Đánh giá
Tướng Walter Schellenberg, Cục trưởng Cục 6 của Cơ quan an ninh Đức Quốc xã, là một trong số ít người thuộc hàng ngũ các sĩ quan cao cấp Đức nhận thức được nguy cơ đối với nước Đức ngay từ khi trận chiến tại Stalingrad chưa ngã ngũ:
| “                      | Chúng tôi đang mê mẩn, đắm đuối trong đám sương mù thắng lợi! Các nhà lãnh đạo cao cấp của Đảng Quốc xã tưởng chiến thắng đã ở trong tầm tay. Nhưng tôi lại cảm thấy đang có một bước ngoặt lịch sử và hiểu ra rằng "thắng lợi hoàn toàn" hay là "thắng lợi cuối cùng" là điều không thể có | ” |
| — Walter Schellenberg, | |   |

Sức mạnh tấn công của quân đội Liên Xô có thể là điều bất ngờ đối với Paulus như lời khai của ông ta khi nằm trong trại tù binh, có thể bất ngờ với chính Hitler khi ông ta cho rằng sau những tổn thất to lớn trong Chiến dịch Blau hồi mùa hè, quân đội Liên Xô đã không còn có thể gượng dậy được nữa. Thế nhưng đối với viên tướng xe tăng dày dạn trận mạc Heinz Guderian, quân Đức có thể sẽ không bị bất ngờ nếu tỉnh táo hơn trong tư duy chiến lược. Guderian vạch rõ rằng điều nguy hiểm có thể xảy đến khi các tướng lĩnh chỉ huy các binh đoàn xe tăng đặt niềm tin kỳ quặc của họ vào sự nhạy cảm về quân sự của Hitler. Trong đó, quyết định dừng sản xuất các loại xe tăng cũ (T-III, T-IV) trong khi việc sản xuất các loại xe tăng "Con hổ" và "Con báo" còn chưa thật sự sẵn sàng, mới đạt sản lượng 25 chiếc/tháng vào cuối tháng 9 năm 1942 là một quyết định sai lầm nguy hiểm, gây nên sự thiếu hụt xe tăng nghiêm trọng trên mặt trận Xô-Đức vào đúng thời điểm cần đến xe tăng nhất. Đánh giá về cuộc bại trận của quân Đức tại Stalingrad, Heinz Guderian cho rằng thảm họa tầm cỡ quốc gia này gây nên nhưng tổn thất vô cùng nặng nề đối với nước Đức và những đồng minh của nó. Những đồng minh này đã tỏ rõ sự yếu kém đến mức không thể tin tưởng được họ khi giao phó tuyến phòng ngự tối quan trọng hai bên sườn Tập đoàn quân 6 vào tay họ và do đó, đã dẫn dến thảm họa này.
Thống chế Erich von Manstein cho rằng thất bại tại Stalingrad có nguyên nhân sâu xa từ những sai lầm trong việc triển khai Chiến dịch Blau và Chiến dịch Hoa nhung tuyết. Trước hết đó là việc chia sẻ lực lượng của Cụm tập đoàn quân Nam cho Cụm tập đoàn quân A triển khai ở một chiến trường tuy có hứa hẹn về kinh tế nhưng lại rất khó khăn về quân sự. Và trên thực tế là cả một tập đoàn quân xe tăng (Tập đoàn quân xe tăng 1) đã bị mắc kẹt trong các dãy núi ở Bắc Kavkaz và thảo nguyên Kuban rộng lớn. Trong khi tuyến mặt trận đã trải dài đến trên 1.200 km thì người ta (chỉ Hitler) lại không xác định được hướng nào là hướng cần được ưu tiên. Hai cụm tập đoàn quân tác chiến trên hai mặt trận đã hoàn toàn tách rời nhau và không thể yểm hộ cho nhau từ bên sườn. Manstein cũng chỉ ra rằng tình báo Đức đã không phát hiện ra một khối quân khổng lồ từ hậu phương Liên Xô đã di chuyển đến hai bên sườn tập đoàn quân 6. Ông nhận xét rằng người Nga đã giữ kín các cuộc chuyển quân của họ và chắc chắn rằng họ không ngu si đến mức khua chiêng gióng trống về cuộc tấn công sắp tới. Và kết quả là Tập đoàn quân 6 (Đức) không hề được biết đến nguy cơ đang treo lơ lửng trên đầu họ.
Trong khi đó một số nhà sử học của nước Đức, có cả những người đã từng chiến đấu trong hàng ngũ quân đội Đức Quốc xã lại đánh giá nguyên nhân thất bại của quân Đức tại trận Stalingrad mà Chiến dịch Cái Vòng là đoạn kết với đầy đủ tính bi tráng của nó một cách tổng thể các khía cạnh chính trị, quân sự, lịch sử. Joachim Wieder là một người như vậy. Ông nhận xét:
| “                 | Trận đánh Stalingrad đi qua đã 20 năm. Với khoảng thời gian đó, đã có thể xác định được tầm cỡ lịch sử thế giới của trận đánh này... Đó không chỉ là chiến thắng tổng lực như một trận "Cane" thời hiện đại của quân đội Xô Viết đối với một đối thủ xứng tầm là quân đội Đức Quốc xã; đó còn là một đòn nặng nề giáng vào những kế hoạch đầy ảo tưởng, phản ánh ảo vọng chinh phục của chủ nghĩa phát xít với học thuyết chủng tộc Aryan thượng đẳng quái dị. Ở Trận Stalingrad, người Xô Viết đã đánh thức những năng lực chưa từng có và huy động hết sức mạnh của họ. Quân đội Đức thua trận không chỉ vì ưu thế về binh lực và vũ khí của đối phương mà còn vì mục đích cuộc đấu tranh của người dân Xô Viết nhằm bảo vệ tổ quốc họ trước sự xâm lược của ngoại bang. Với lòng yêu nước nhiệt thành, họ đã đưa đến thảm bại cho quân Đức trên sông Volga và trận đánh này đã trở thành nhân tố quyết định đối với tình hình chính trị thế giới... Nếu chúng ta biết rút ra những bài học thích hợp từ các sự kiện ở Stalingrad, để rồi từ đó tiếp tục đứng lên và phát triển thì những hy sinh và đau khổ của các bậc tiền bối mới đem lại lợi ích cho hậu thế. | ” |
| — Joachim Wieder, | |   |

Hans Doerr cho rằng những hành động chiến tranh, cho dù kết quả có thể là chiến thắng hay thất bại, có thể là bảo toàn mạng sống hay là cái chết đi nữa thì Tập đoàn quân 6 (Đức) đã trở thành nạn nhân vô vọng của trò chơi chiến tranh. Lịch sử không cho phép bất kỳ một ai có quyền hy sinh mạng sống của binh sĩ khi họ không còn khả năng tiếp tục cuộc chiến. Thế nhưng, có một người đã tự cho mình cái vai trò quan tòa đứng cao hơn lịch sử, đã coi Tập đoàn quân 6 dường như không tồn tại; người đó đã phung phí mạng sống của hơn 200.000 con người là đồng bào của ông ta mà không hề có lấy một chút cảm thông; người đó là Tổng tư lệnh tối cao các lực lượng vũ trang của nước Đức Quốc xã: Adolf Hitler. Vì vậy mà cho đến ngày nay, cho dù đó là bước ngoặt của Chiến tranh thế giới thứ hai thì trận Stalingrad vẫn là nỗi xót xa của nhân dân Đức. Đối với họ, trận Stalingrad mãi mãi đi vào lịch sử nước Đức như một sai lầm kinh khủng được gây ra bởi một nhà quân sự độc tài nắm trọn quyền điều hành nhà nước với một sự khinh rẻ mạng người đến mức bệnh hoạn của ông ta.

### Ảnh hưởng

#### Về quân sự
Ảnh hưởng trực tiếp rõ rệt nhất của đối quân đội Đức Quốc xã là về quân sự. Mặc dù quân số bị tiêu diệt và bị bắt tại Chiến dịch Cái Vòng chiếm không quá 6% tổng quân số của các binh đoàn Đức trên mặt trận Xô-Đức nhưng đó là những đơn vị thiện chiến đã dày dạn trận mạc trên chiến trường châu Âu và Liên Xô. Trong đó, đáng kể nhất là Tập đoàn quân 6 (Đức) đã từng có lịch sử xây dựng từ chiến tranh thế giới thứ nhất và là một trong các tập đoàn quân chủ lực của nước Đức trên mặt trận phía Đông. Tập đoàn quân xe tăng 4 (Đức) bị mất Quân đoàn xe tăng 14 là đơn vị có bề dày kinh nghiệm chiến đấu ở Liên Xô, đã từng tham gia đội hình của 4 Cụm tập đoàn quân: Bắc, Trung tâm, B và Sông Đông.
Điều nguy hiểm nhất đối với quân đội Đức Quốc xã là trên mặt trận miền Nam Liên Xô đã xuất hiện một khoảng trống dài hơn 300 km từ Millerovo qua Sakhtinsk đến Rostov chỉ còn một số đơn vị mỏng yếu phòng ngự trong khi họ không còn nắm được thế chủ động chiến lược. Nguy cơ bị cô lập của Cụm tập đoàn đoàn quân A tại Bắc Kavkaz ngày một nặng nề hơn. Bộ Tổng tham mưu Đức đã phải rút sớm Tập đoàn quân xe tăng 1 khỏi Bắc Kavkaz, dự định lập một lá chắn xe tăng ở phía Bắc Rostov để ngăn chặn nguy cơ này. Ngay từ tháng 1 năm 1943, quân đội Liên Xô đã phát huy thắng lợi của Chiến dịch Sao Thổ và Chiến dịch Cái Vòng cũng như Chiến dịch Bão Mùa đông. Nắm quyền chủ động chiến lược trong tay, họ đã mở một cuộc tổng tấn công rộng khắp từ thượng lưu đến hạ lưu Sông Đông và vùng Bắc Kavkaz với một loạt các chiến dịch cùng lúc đánh vào ba cụm tập đoàn quân Đức trên cánh Nam của mặt trận Xô-Đức.

#### Về chính trị

Tại Hội nghị Tehran (1943), lễ trao tặng thanh gươm báu hiệp sĩ của Hoàng gia Anh tặng nhân dân Liên Xô để ghi nhận chiến thắng Stalingrad được cử hành trọng thể

Những gì xảy ra tại Stalingrad thực sự là một thảm họa đối với nước Đức. Lịch sử nước Đức chưa từng có sự đầu hàng của một đạo quân lớn như thế trên một mặt trận rộng như thế. Thảm họa quốc gia này gây nên những tổn thất lo lớn và có thể coi là một trong những thất bại nặng nề nhất đối với quân đội Đức Quốc xã. Các đồng minh của nước Đức với lực lượng yếu hơn đã không thể bảo vệ được hai bên sườn của Tập đoàn quân 6. Tất cả điều này đã dẫn đến một cuộc khủng hoảng nghiêm trọng. Nhuệ khí của quân đội và tinh thần của người dân Đức đã giảm sút đáng kể. Do thất bại quân sự này của nước Đức mà cục diện quan hệ quốc tế cũng có những thay đổi rất nhanh. Các cường quốc phương Tây đã đổ bộ lên Bắc Phi và tại đây, họ cũng đạt được những kết quả to lớn. Việc hoạch định các hoạt động quân sự đã trở thành chương trình nghị sự trong cuộc gặp giữa Churchill và Roosevelt từ ngày 14 đến ngày 24 tháng 1 năm 1943 ở Casablanca cũng như Hội nghị Teheran mấy tháng sau đó.
Kết quả Trận Stalingrad mà Chiến dịch Cái Vòng đã đánh dấu chấm hết cho trận đánh ấy có một tác động ảnh hưởng rất lớn đến tâm lý người dân Đức khi đó. Khi tang tóc đổ lên đầu hàng chục vạn gia đình người Đức, trong tâm trí người dân lúc đó và cho đến tất cả những người sống sót sau Chiến tranh thế giới thứ hai, thảm kịch mang tên của thành phố trên sông Volga này như dường như một điềm gở báo trước một thảm họa cho họ với những âm hưởng kéo dài. Tia sét của sự sụp đổ tại Stalingrad đã chiếu một luồng ánh sáng mới vào bản chất chính trị, đạo đức và nền quân sự của chế độ Quốc xã. Nó làm bộc lộ bản chất vốn có của hệ thống chính trị kỳ quái mang tên "chủ nghĩa Hitler". Trong hệ thống này, những huyền thoại và truyền thuyết về sứ mệnh của một chủng tộc thượng đẳng và lãnh tụ của họ đã dẫn dắt dân tộc Đức đến một sự tự sát mù quáng.
Trên trường quốc tế, kết quả của Chiến dịch Cái Vòng được công bố rộng rãi đã củng cố vị thế của Liên Xô trong khối đồng minh chống phát xít. Nếu như chiến thắng của người Nga tại Poltava năm 1709 đánh dấu sự gia nhập của họ vào hệ thống quyền lực ở châu Âu thì Trận Stalingrad đánh dấu sự khởi đầu của một quá trình biến Liên Xô trở thành một trong hai cường quốc đứng đầu thế giới ở giai đoạn giữa thế kỷ 20.
Một năm sau ngày khởi đầu Trận Stalingrad, trong ngày khai mạc Hội nghị tam cường đồng minh Hoa Kỳ, Liên Xô và Anh tại Teheran, ngày 29 tháng 11 năm 1943, Thủ tướng Winston Churchill thừa ủy quyền của nhà vua nước Anh đã trao tặng đoàn đại biểu Liên Xô thanh kiếm báu của Hoàng gia Anh quốc có khắc dòng chữ: 
| “     | Quà tặng của Vua George VI để tỏ lòng tôn vinh của người dân Anh quốc đối với những chiến sĩ trung thành đã bảo vệ Stalingrad. | ” |
| — - , | |   |

Tại hội nghị này, các vấn đề về mở mặt trận thứ hai của Đồng minh được bàn thảo. Dự kiến mở mặt trận này tại bán đảo Balkan của thủ tướng Anh Winston Churchill đã bị phía Liên Xô bác bỏ. Tổng thống Hoa Kỳ Franklin Roosevelt ủng hộ Liên Xô về việc chuyển địa điểm đổ bộ đến Tây Bắc nước Pháp. Mặc dù biết rằng làm như thế thì toàn bộ vùng Đông và Trung Âu sẽ nằm dưới ảnh hưởng của người Nga nhưng Churchill vẫn phải chấp thuận vì phía Hoa Kỳ cũng không mặn mà lắm với phương án của Anh. Họ chú ý đến ảnh hưởng của mình đối với nước Pháp, nước Đức, nước Ý và toàn bộ Tây Âu hơn là vùng Đông Âu kém phát triển. Anthony Beevor cho rằng trận Stalingrad đánh dấu việc Liên Xô bắt đầu trở thành một siêu cường quốc. Trên dư luận quốc tế, nhiều nhà thơ, nhà điêu khắc, nhà văn đã dành nhiều công trình của họ để sáng tác riêng cho Stalingrad. Nhà thơ Chi Lê Pablo Neruda đã làm bài thơ "Khúc trữ tình cho Stalingrad" để ca ngợi chiến thắng này. Thế giới đánh giá cao những người bảo vệ thành phố Stalingrad đã đem lại niềm hi vọng cho nhân loại.

### Tiếng Anh
- Beevor, Antony (1999). Stalingrad: The Fateful Siege: 1942-1943. New York: Penguin Books.
- Clark, Alan (1965). Barbarossa: the Russian-German conflict OCLC 154155228
- Craig, William (1973). Enemy at the Gates: The Battle for Stalingrad New York: Penguin Books (paperback, ISBN 0-14-200000-0)
- Shirer, William L. (1960). The Rise and Fall of the Third Reich: A History of Nazi Germany New York: Simon & Schuster.

### Tiếng Đức
- Wieder J. Stalingrad und die ver ant Wortunc des Soldaten. V. Manstein, Paulus, V. Seydlitz. — München, Nymphenburger Verlag Shandlung, 1962.
- Adam W. Der schwere Entschluß. — Berlin, Vlg d.Nation 1965.
- Heintz Guderian. Erinnerungen eines Soldaten. — Heidelberg, 1951.
- Kurt Tippelskirch. Geschichte des Zweiten Weltkrieges. — Bonn, 1954
- Gerhard Möbus, Realität oder Illusion Zum Problem der unbewa'ltigten Vergangenheit Osnabrück, 1961.
- Erich von Manstein. Verlorene Siege. — Bonn, 1955

### Tiếng Nga
- Дёрр Ганс, Поход на Сталинград - Оперативный обзор, Moskva, Воениздат, 1957.
- Эрих фон Манштейн, Утерянные победы. — М.: ACT; СПб Terra Fantastica, 1999.
- Самсонов Александр Михайлович. Сталинградская битва. М.: Наука, 1989.
- Константин Константинович Рокоссовский, Солдатский долг, — М.: Воениздат, 1988.
- Алексей Валерьевич Исаев, Сталинград - За Волгой для нас земли нет, М.: Яуза, Эксмо, 2008.
- Георгий Константинович Жуков, Воспоминания и размышления. В 2 т. — М.: Олма-Пресс, 2002.
- Энтони Бивор, Сталинград, Смоленск.: Русич, 1999.
- Эрих Вайнерт, Помни Сталинград: Из дневника - 1942, Годы великой битвы. М.: Наука, 1958.
- Николай Николаевич Воронов, На службе военной, М.: Воениздат, 1963.

### Tiếng Việt
- Aleksandr Vasilevsky. Sự nghiệp cả cuộc đời. Nhà xuất bản Tiến Bộ. Moskva. 1984 (tiếng Việt)
- Georgy Zhukov. Nhớ lại và suy nghĩ-Tập 3.Nhà xuất bản Quân đội nhân dân. Hà Nội. 1987.
- Albert Axell. Nguyên soái Zhukov, người chiến thắng Hitler. Nhà xuất bản Công an nhân dân. Hà Nội. 2006.
- Walter Schellenberg. Trùm mật vụ Phát xít Đức thú nhận. Tập 2. Nhà xuất bản Công an nhân dân. Hà Nội. 1984.
- Vasili Chuikov. Stalingrad, trận đánh của thế kỷ. Nhà xuất bản Quân đội nhân dân. Hà Nội. 1985.
- Aleksandr Yakovlev. Mục đích cuộc sống. Nhà xuất bản Thanh niên. Hà Nội. 1977